# Struttura del Cimitero monumentale della Certosa di Bologna

Mappa del cimitero monumentale. Per guardare la galleria d'immagini dei luoghi della Certosa clicca qui.

Il fascino che contraddistingue la parte monumentale della Certosa di Bologna deriva dalla complessa articolazione degli spazi, frutto degli adattamenti e delle stratificazioni ottocentesche e della prima metà del Novecento. Durante la prima fase di ristrutturazione venneno prese in conto le idee dell'igienismo illuminista, come testimoniano i disegni di Angelo Venturoli. Dell'epoca monastica si conservano quasi integri alcuni chiostri, la sala capitolare (Sala della Madonna dell'Asse), il Chiostro del Capitolo (Chiostro delle Madonne o dell'Ossario), il Refettorio (trasformato in Sala della Pietà), il Recinto delle Monache e dei Sacerdoti, il Cortile del Refettorio (Chiostro I o d'ingresso). Il rinascimentale Chiostro Grande venne smembrato nel Chiostro III e in parte nel Chiostro del 1500, demolito e ricostruito. L'espansione del cimitero, sebbene non organica, tenne conto delle costruzioni preesistenti, «ordinata e orientata lungo un asse di riferimento ovvero l'asse mediano del chiostro rinascimentale: si operano adattamenti degli spazi esistenti e il cimitero nasce dalla crescita di elementi, dalle architetture differenti ma coerenti tra loro, che arrivano ad occupare anche le aree libere degli orti», assumendo progressivamente ampiezza e monumentalità.

## Gli ingressi

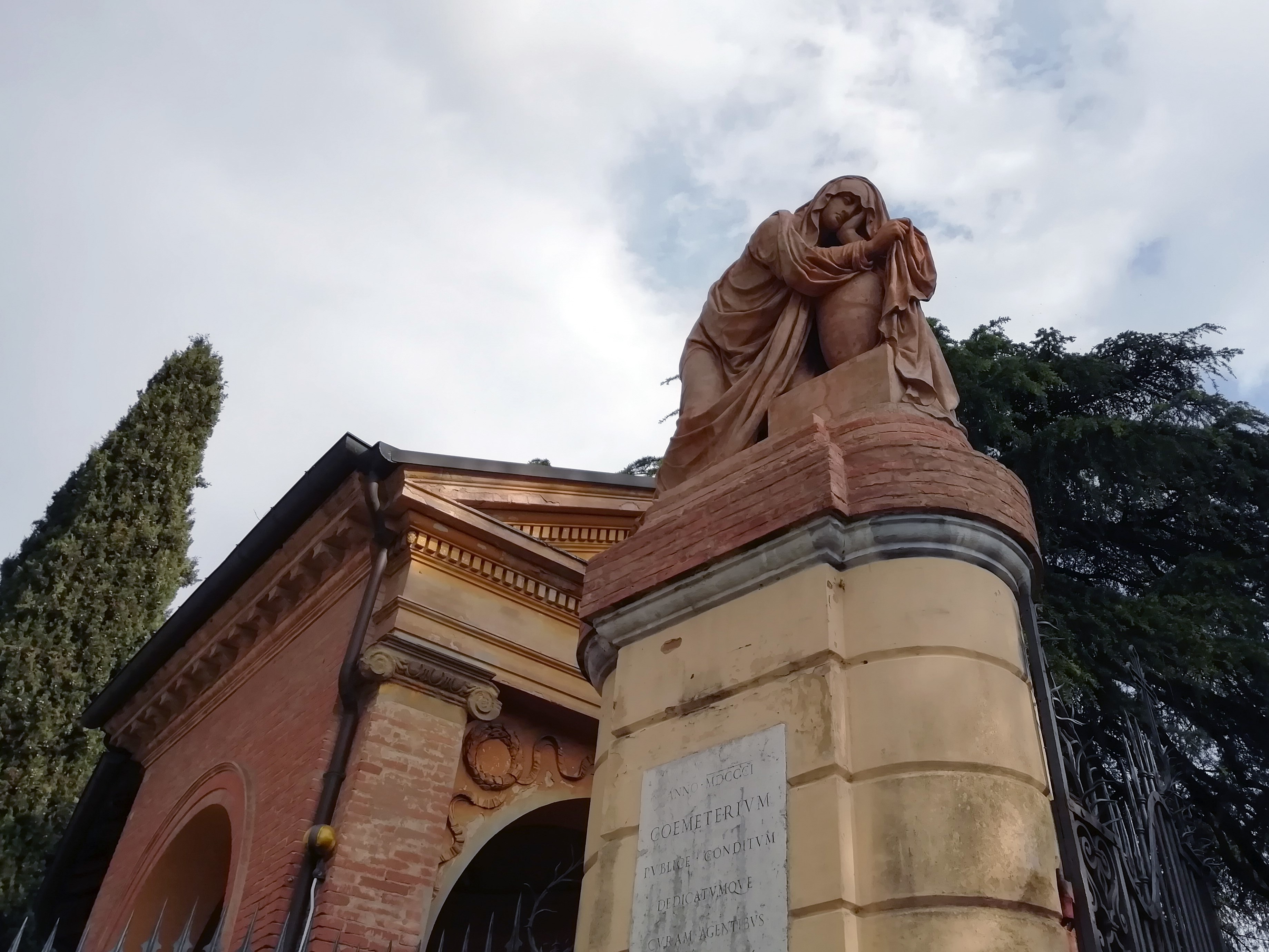
Una Piangente dell'Ingresso Monumentale

Alla Certosa di Bologna si accede sia da via Andrea Costa sia da via della Certosa.
A sud ovest del cimitero della Certosa, si entra al Cimitero moderno per l'anonima Entrata Ghisello, dotata di un parcheggio su via Andrea Costa.
All'angolo sud est del cimitero, nei pressi del loggiato sul canale di Reno e della pista ciclabile per Casalecchio, il Nuovo Ingresso o Nuovo Ingresso Monumentale, progettato da Arturo Carpi nel 1924, dà accesso al Campo Carducci e al Chiostro IX dal portico della Certosa. Nel cortiletto di raccordo del Nuovo Ingresso con la Galleria e il Chiostro IX, visibile dalla strada attraverso l'entrata monumentale, Armando Minguzzi ha realizzato nel 1928 il Monumento Raggi Ruggeri; il gruppo scultoreo in bronzo celebra gli sportivi Olindo Raggi e Amedeo Ruggeri ed è considerato il capolavoro dello scultore in Certosa, in uno stile tra classicismo e Liberty.
Su via della Certosa, l'Ingresso Monumentale, realizzato nel 1809 su progetto di Ercole Gasparini, è quello maggiormente riprodotto nelle incisioni antiche, anche per la presenza delle Piangenti di Giovanni Putti che sovrastano due dei quattro pilastri di accesso; queste drammatiche statue in terracotta, piegate su sé stesse sotto pesanti panneggi, sono chiamate anche Piagnoni o Piangoloni e divennero fin dalle origini gli emblemi della Certosa. L'Ingresso Monumentale si apre con una scenografica prospettiva sul viale che attraversa il Chiostro V o Maggiore fino ad arrivare al Chiostro III; dall'ingresso parte un portico a esedra che si raccorda con i portici interni del Chiostro.
A ovest dell'Ingresso Monumentale ottocentesco, introdotto da un breve viale alberato che parte dal parcheggio su via della Certosa, si accede al Cortile della Chiesa tramite l'ingresso monumentale settecentesco, un grande atrio di ordine tuscanico a cinque campate con volta a botte, opera del 1768 dell'architetto Gian Giacomo Dotti comunemente chiamato Ingresso Principale. Grazie agli interventi architettonici del 1932, l'Ingresso Principale risulta in armonia con il resto degli edifici che attorniano il cortile.
Proseguendo a ovest su via della Certosa, si arriva alle entrate al Cimitero ebraico e al Campo 71 del Cimitero moderno, contigue.

## Gli spazi dell'antico monastero

### Certosa di San Girolamo di Casara

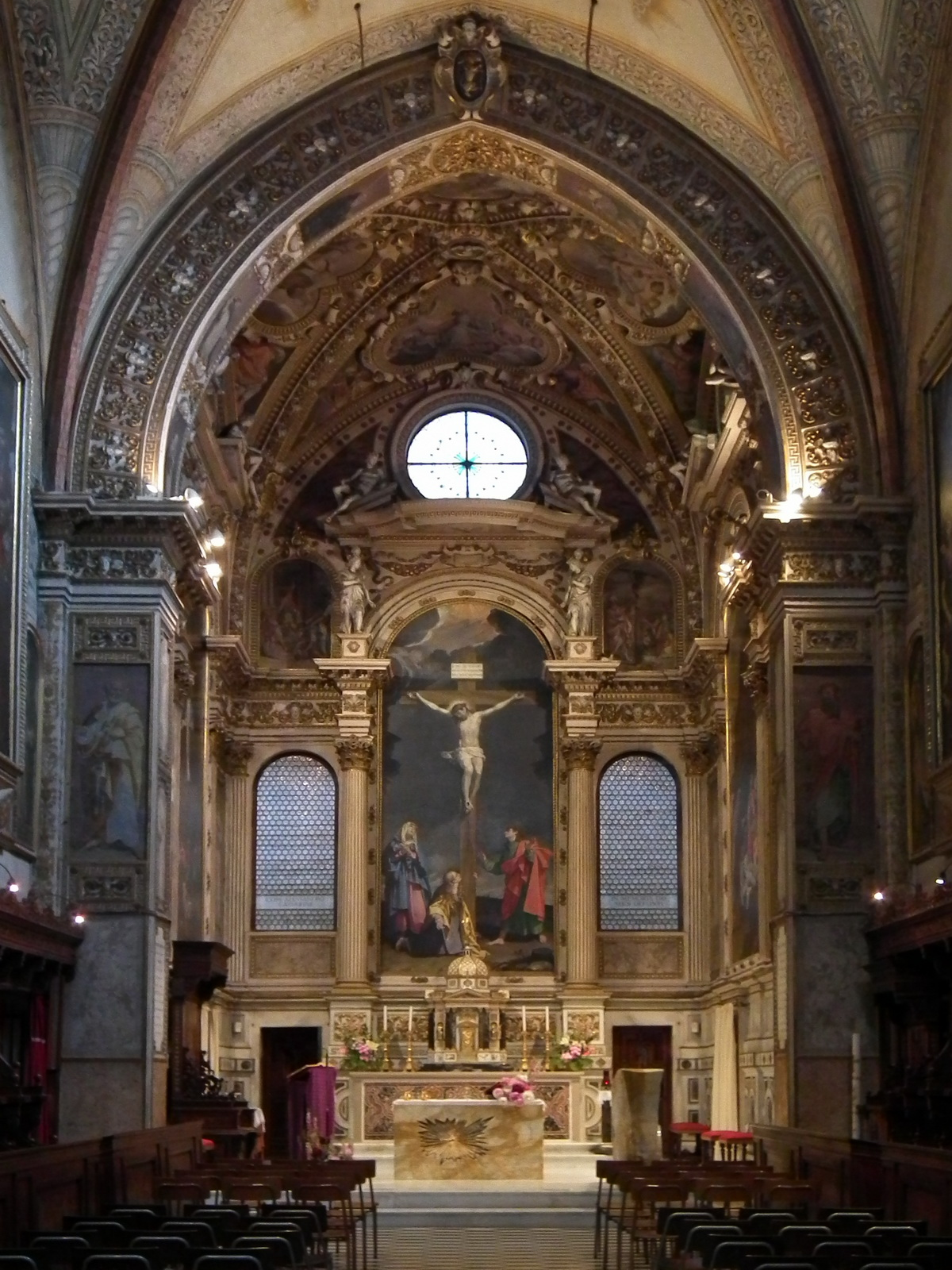
L'interno della chiesa

Nella chiesa del monastero sono da segnalare il trittico della Passione di Cristo, opera di Bartolomeo Cesi e il coro ligneo intarsiato ripristinato da Biagio De' Marchi nel 1538 dopo l'incendio provocato dai Lanzichenecchi di Carlo V. In evidenza sono i dipinti dedicati a episodi della vita di Cristo, delle dimensioni di circa 450x350 cm, i quali furono commissionati nella metà del Seicento ai due Sirani, Giovan Andrea e la figlia Elisabetta, a Francesco Gessi, Giovanni Maria Galli da Bibbiena, Lorenzo Pasinelli, Domenico Maria Canuti e al napoletano Nunzio Rossi. Altre opere di Antonio e Bartolomeo Vivarini, Ludovico e Agostino Carracci, oltre che del Guercino, furono trasferite in epoca napoleonica alla Pinacoteca Nazionale di Bologna.
Nella cappella di San Giuseppe affiancata alla chiesa si trova l'Ultima cena del 1562 ca., traslata dal Refettorio del convento; attribuita in un primo tempo a Orazio Samacchini da Pietro Lamo e dalle guide settecentesche, è stata riattribuita a Lorenzo Sabatini da J. Winkelmann, grazie anche al ritrovamento di un disegno preparatorio nelle collezioni del Louvre da parte del Ragghianti.

### Cortile della Chiesa

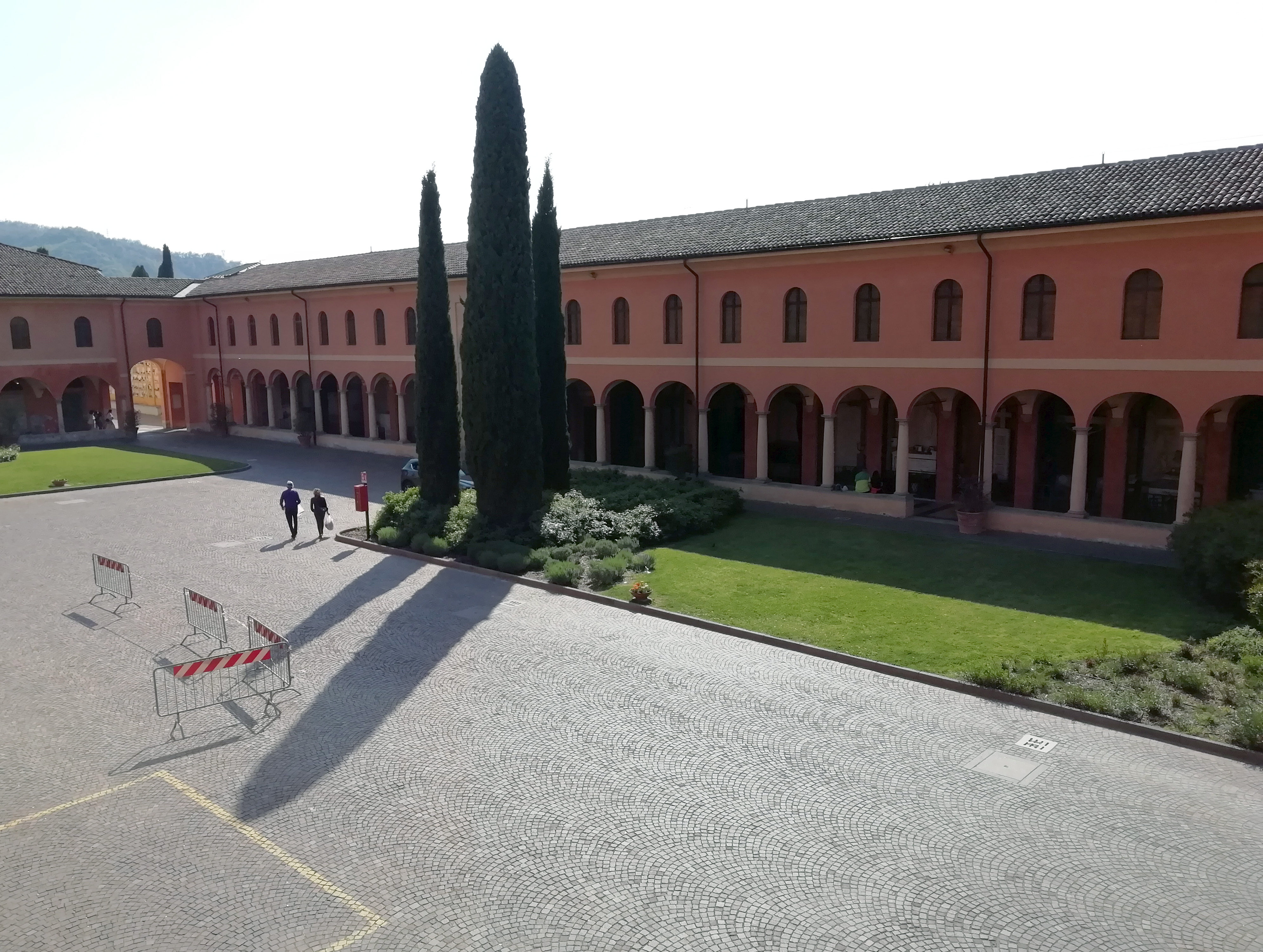
Il Cortile della Chiesa, vista sul braccio porticato di ponente verso l'angolo sud ovest

Il Cortile della Chiesa è il primo spazio del cimitero a cui si accede provenendo dall'Ingresso Principale settecentesco su via della Certosa. Di forma rettangolare, è circondato da un portico eterogeneo risalente a varie epoche, le cui parti più antiche risalgono alla seconda metà del Quattrocento; un tempo era occupato da due chiostri separati da un portico. Gli interventi più significativi sono datati 1768, con la costruzione dell'Ingresso Principale, e 1932, anno in cui l'Ufficio tecnico del Comune procedette a un'armonizzazione intervenendo soprattutto sul braccio est di fronte alla Chiesa. Sul cortile si affaccia la Chiesa di San Girolamo. All'angolo sud ovest del Cortile, delle arcate portano al Campo Nuovo del Cimitero moderno; da sud, si accede al Chiostro del 1500 e alle sale attigue attraverso il Corridoio delle lapidi e da una sala al centro. A nord, sotto le arcate del portico si trova l'Info Point storico-artistico mentre sotto il voltone dell'ingresso settecentesco è la portineria. Dall'angolo nord ovest del cortile si arriva al Cinerario e agli Uffici. All'angolo nord est del cortile, il portico conduce al Chiostro X.

### Chiostro del 1500

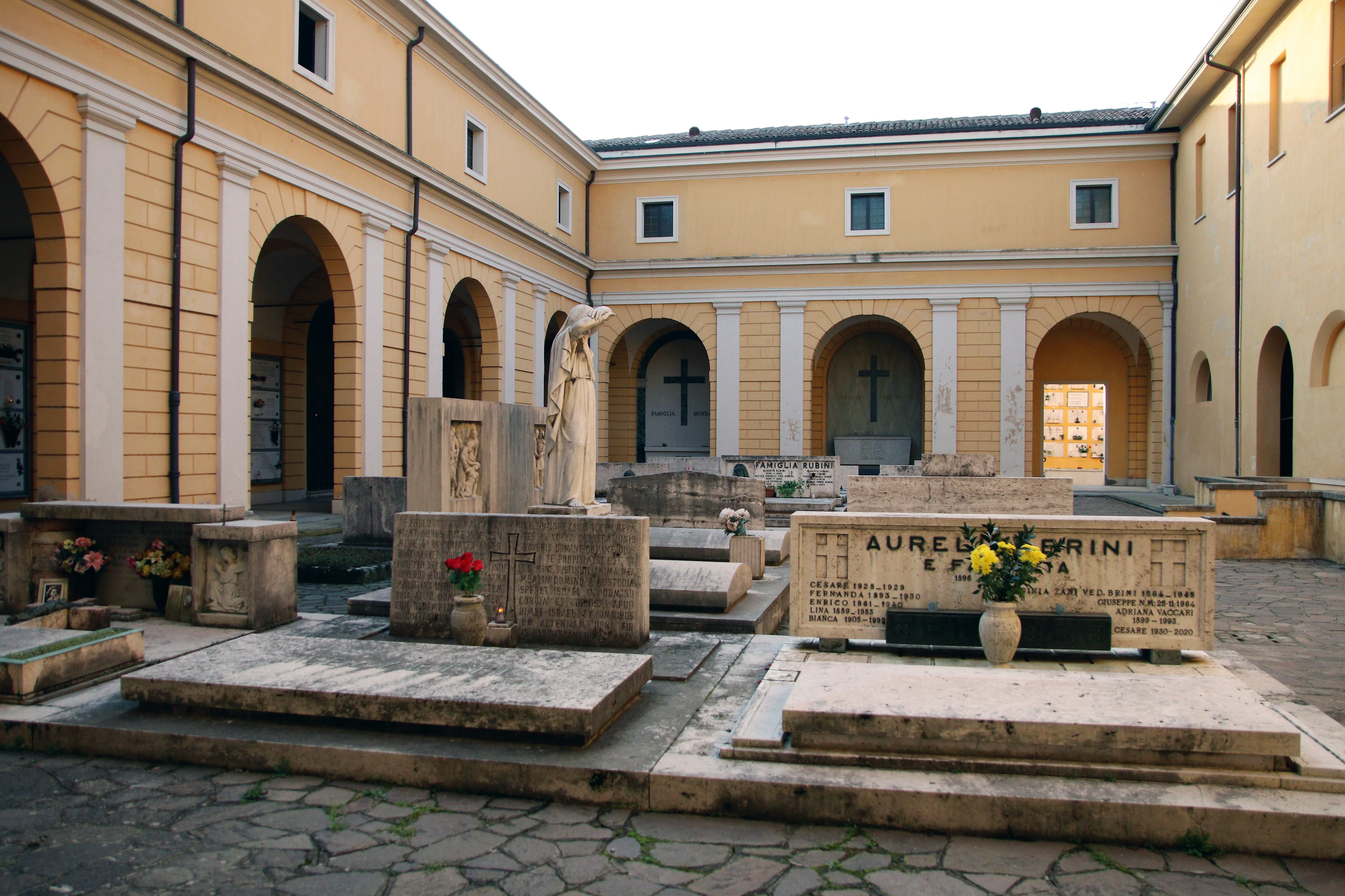
Il Chiostro del 1500 o Chiostro IV

Al Chiostro del 1500, o Chiostro IV, si accede dal portico sud del Cortile della Chiesa attraversando la Sala Weber oppure il Corridoio delle lapidi, così chiamato per la collezione di lapidi qui traslate a inizio Ottocento dalle chiese cittadine soppresse nel 1796.
Sia il chiostro del 1500 sia le sale attigue, un tempo foresteria del monastero, vennero riutilizzate con funzione museale, ma le lastre medievali e i monumenti rinascimentali sono stati in gran parte ricollocati nei musei e nelle chiese bolognesi, seppure ne restino alcuni nelle ex Sale delle antichità.
Costruito nel Cinquecento, il chiostro è stato risistemato nel Novecento. Si presenta con un portico a lesene doriche binate che circonda il cortiletto su tre lati: sul lato lungo a sud si susseguono cinque arcate, sui lati corti a est e a ovest tre. Sopra la trabeazione si sviluppa un attico a finestre quadrate; anche questo primo piano funge da cimitero. Sotto le volte del portico, alternate tra volte a vela e volte a botte, in corrispondenza delle lesene si curvano i sottarchi.

#### Sala Weber
Al centro dell'aula centrale, già Sala della Foresteria, Ufficio del Custode, Sala del Duecento o Aula grande, si trova il monumento all'industriale Edoardo Weber, da cui prende il nome la sala. Realizzato in marmo di Carrara da Venanzio Baccilieri su progetto di Augusto Panighi nel 1954-57, il monumento è il maggior esempio dello stile purista presente in Certosa e annoverato tra le opere di pregio. Nella sala è conservato anche l'affresco della Madonna col Bambino tra i santi Girolamo e Bruno di Bartolomeo Cesi, restaurato nel 2011 e ultima testimonianza insieme al Corridoio dipinto delle decorazioni dell'antica Certosa.

### Chiostro X

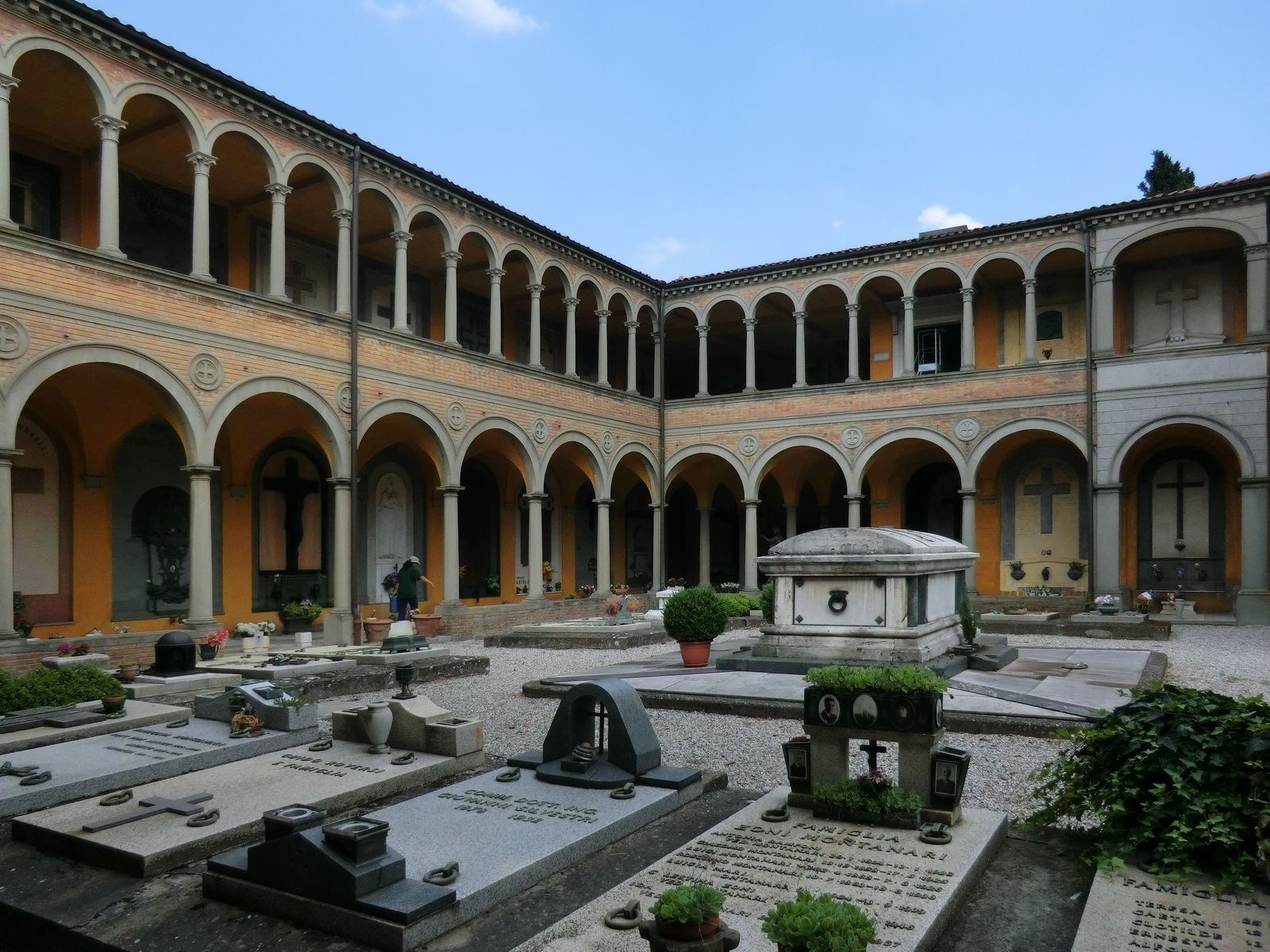
Il Chiostro X

Il Chiostro X o Chiostro della Chiesa, ai piedi del campanile, occupa lo spazio dell'antico monastero destinato a giardino dei semplici o cortile della spezieria, riadattato nel 1931 da Enrico Casati e Roberto Cacciari. Vi si accede dal portico a est del Cortile della Chiesa, a sinistra della facciata della chiesa.
Occupa una superficie di circa 1500 m² di cui 950 m² coperti.
Sul lato sud del chiostro si notano le tre cappelle superstiti della Chiesa di san Girolamo.
Sui tre lati che non confinano con la chiesa o il campanile si aprono i doppi loggiati, di cui quello superiore è accessibili dalle scalinate. All'epoca della sua costruzione, il piano superiore rappresentava una novità rispetto agli altri chiostri, dovuta alla necessità di ottimizzare lo spazio per le accresciute esigenze sepolcrali senza ricorrere ai bui sotterranei ampiamente presenti nelle parti più antiche.

### Chiostro I

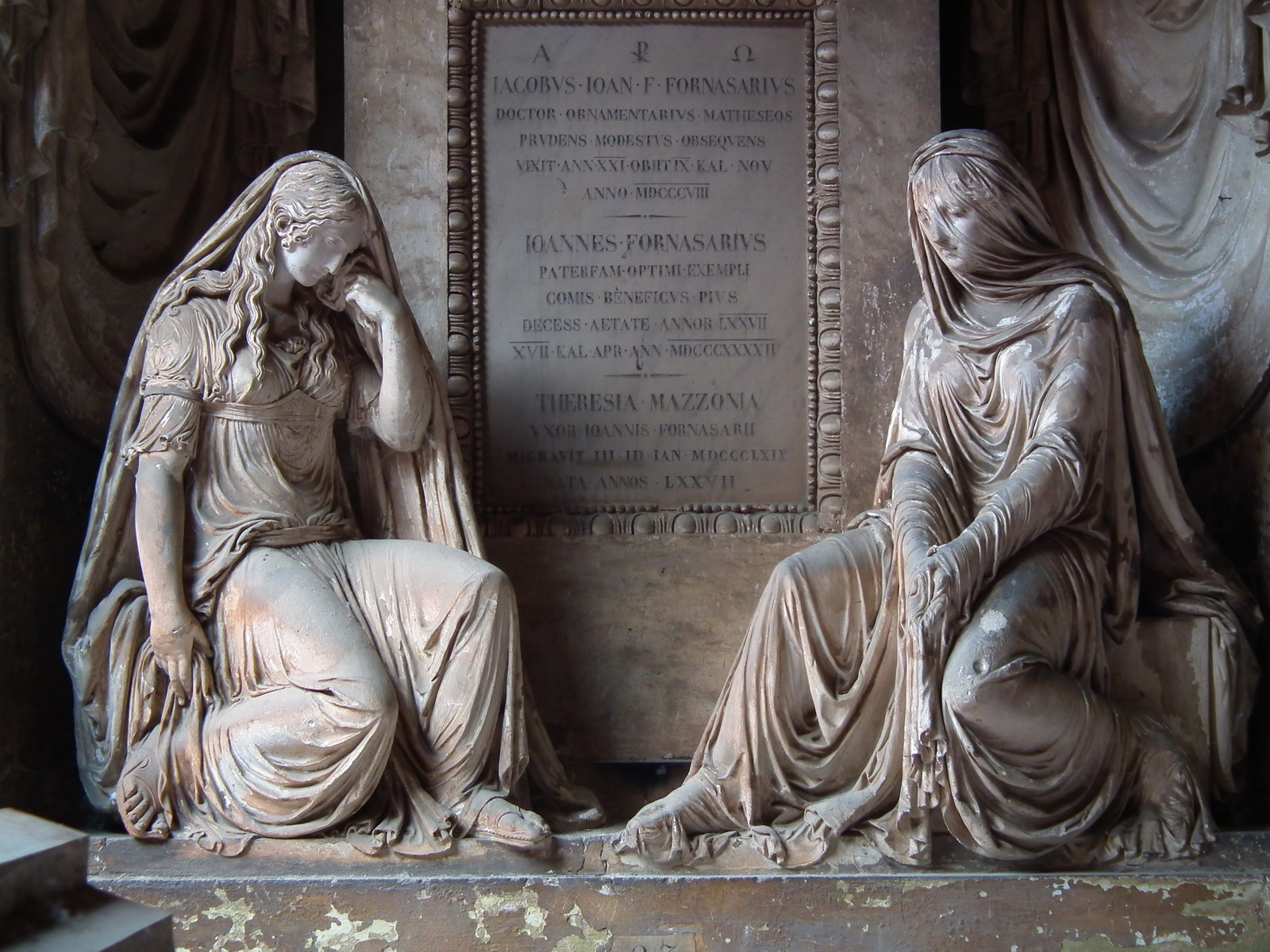
Dettaglio del Monumento Fornasari, di Giovanni Putti e Vincenzo Vannini, 1822

Al chiostro I, porticato su tre lati, si accede passando dal braccio di portico del Cortile della Chiesa a est, a destra dell'ingresso della chiesa.
Il Chiostro I o d'Ingresso era l'antico cortile del refettorio certosino e nel XIV secolo rappresentava l'ingresso del monastero, dando accesso al refettorio (Sala della Pietà), alla cucina, ai dormitori dei conversi e alla cella del Priore. È stato tra i primi luoghi a essere occupati dal cimitero.
Nel chiostrino si trovano importanti monumenti dipinti e in stucco del primo Ottocento di Giovanni Putti, Giacomo De Maria e Alessandro Franceschi.
Sormontato dalle statue della Piangente e della Velata, il Monumento Fornasari (1822), opera di Giovanni Putti su progetto di Vincenzo Vannini, è tra le opere più rappresentative della Certosa; la statua della Velata si ispira alla scultura che De Maria aveva realizzato per il Monumento Caprara, altra opera emblematica del cimitero nel Chiostro III.

### Sala del Pantheon
La Sala del Pantheon, accessibile dal portico del Chiostro I, occupa gli spazi dell'ex cella del Priore. Riallestita nel 1828 su progetto di Giuseppe Tubertini per ospitare i busti degli «Uomini Illustri e Benemeriti» di Bologna, presenta un soffitto affrescato da Filippo Pedrini. Ricollocati i busti dei bolognesi llustri in altre sedi, dal 2008 è trasformata da Flavio Favelli in Sala del Commiato o Sala d'Attesa adibita a funzioni religiose.

### Sala della Pietà

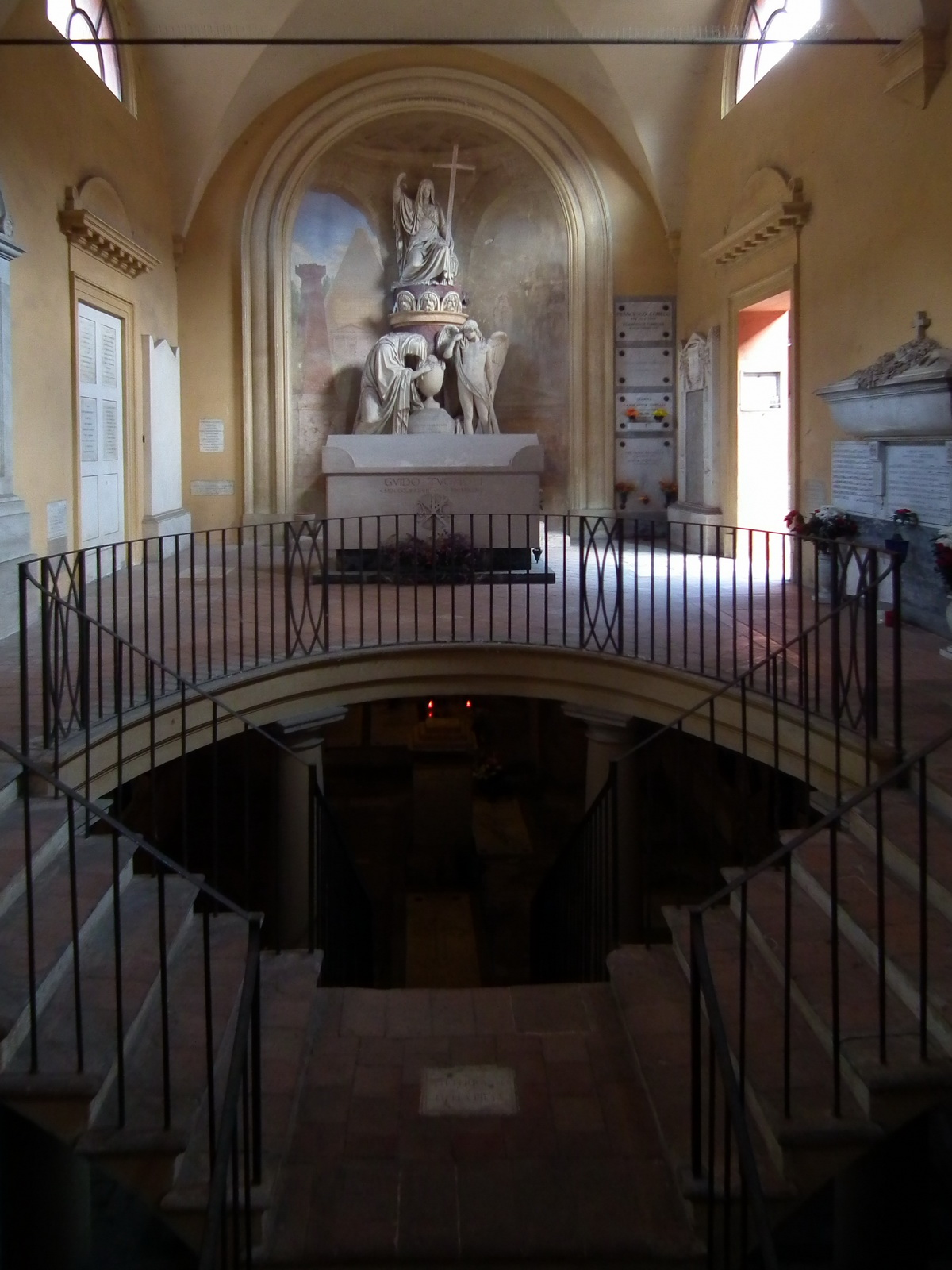
La Sala della Pietà e, in fondo, il Monumento Ottani già Baldi Comi

La Sala della Pietà, antico spazio del refettorio certosino, si trova a nord del Chiostro I, a ovest della Sala del Pantheon e a sud del Chiostro delle Madonne. Di forma rettangolare e coperta da tre volte a crociera poggianti su capitelli pensili, ha due accessi sul Chiostro I e uno sul Chiostro delle Madonne. La sala, progettata da Angelo Venturoli nel 1816, è occupata al centro da un'apertura ovale con una doppia scala a quattro rampe di raccordo tra il piano terreno e il sotterraneo, riuscito esempio di stile neoclassico.
Nella parete di levante, il Monumento Ottani già Baldi Comi, opera composita progettata da Venturoli nello stesso anno della sala, con sculture di Giovanni Putti e pitture di Flaminio Minozzi e Giacomo Savini, è forse l'opera più scenografica della Certosa e considerata tra i suoi capolavori. Tale monumento presenta le statue della Piangente e del Genio funebre interpretate da Emanuela Bagattoni come «allegoria d'amore e fedeltà coniugali», sormontate dall'«allegoria della Religione».
La parete era occupata in precedenza dalla Pietà di Angelo Piò, gruppo scultoreo da cui prende il nome la sala, spostato nella chiesa di San Giuseppe dei Cappuccini.

### Chiostro delle Madonne

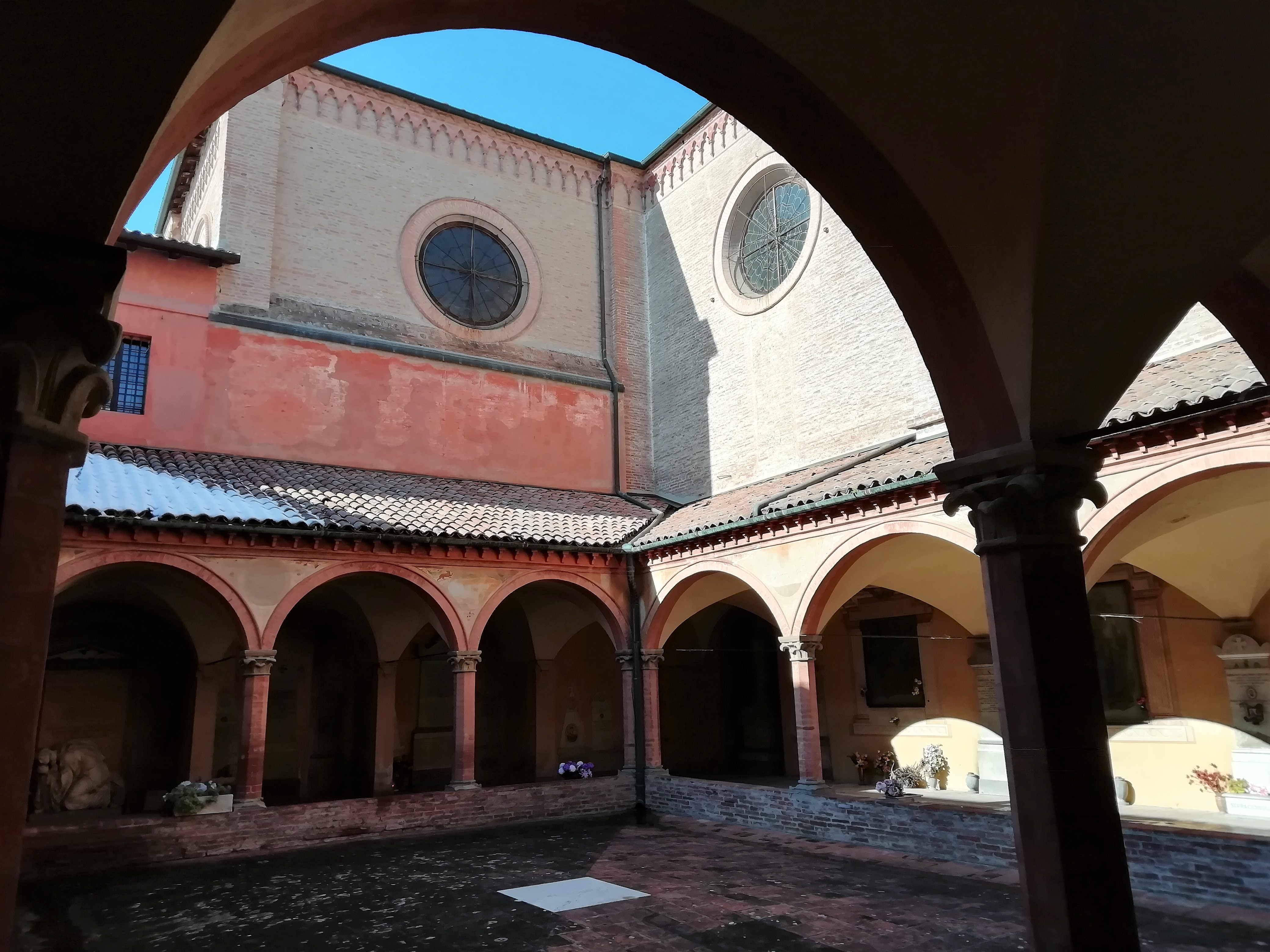
Il Chiostrino delle Madonne

Il Chiostro delle Madonne, detto anche Chiostro II, fu uno dei primi ambienti riutilizzati a inizio Ottocento, quando veniva chiamato Chiostro dell'Ossaia o dell'Ossario per la presenza di un pozzo usato in origine come ossario.
Il nome attuale del chiostrino deriva dalla raccolta di affreschi a soggetto mariano, provenienti da varie chiese soppresse in via di demolizione e collocate qui - e nella ex sala capitolare del convento - fin dall'origine del cimitero, per l'interessamento di Francesco o Franco Calori, capo dell'Assunteria del camposanto. Le immagini, che intervallano in nicchie decorate le lapidi alle pareti e già oggetto di devozione popolare, vennero restaurate nel 1982 e una parte di esse fu trasferita a Palazzo d'Accursio, presso le Collezioni comunali d'arte.
Dagli scavi nel chiostro provengono anche alcuni reperti etruschi oggi custoditi nel Museo civico archeologico di Bologna.
Il Chiostro delle Madonne affianca a sud la chiesa, che gli è di poco antecedente; a pianta quadrata, di stile monastico e trecentesco, il Chiostro delle Madonne è probabilmente quattrocentesco e presenta un porticato con tre arcate per lato, con volte a crociera poggianti su capitelli pensili e tracce di pittura nei pennacchi. I portici sono «a sesto ribassato e archivolto decorato in cotto»; le colonne, di sezione ottogonale in mattoni sagramati, hanno capitelli in arenaria con motivi a foglie e poggiano su di un muretto. Sotto un arco del chiostro si nota la Maddalena della tomba Cavazza, opera del 1829 di Giovanni Putti.

#### Cappella della Madonna delle Assi

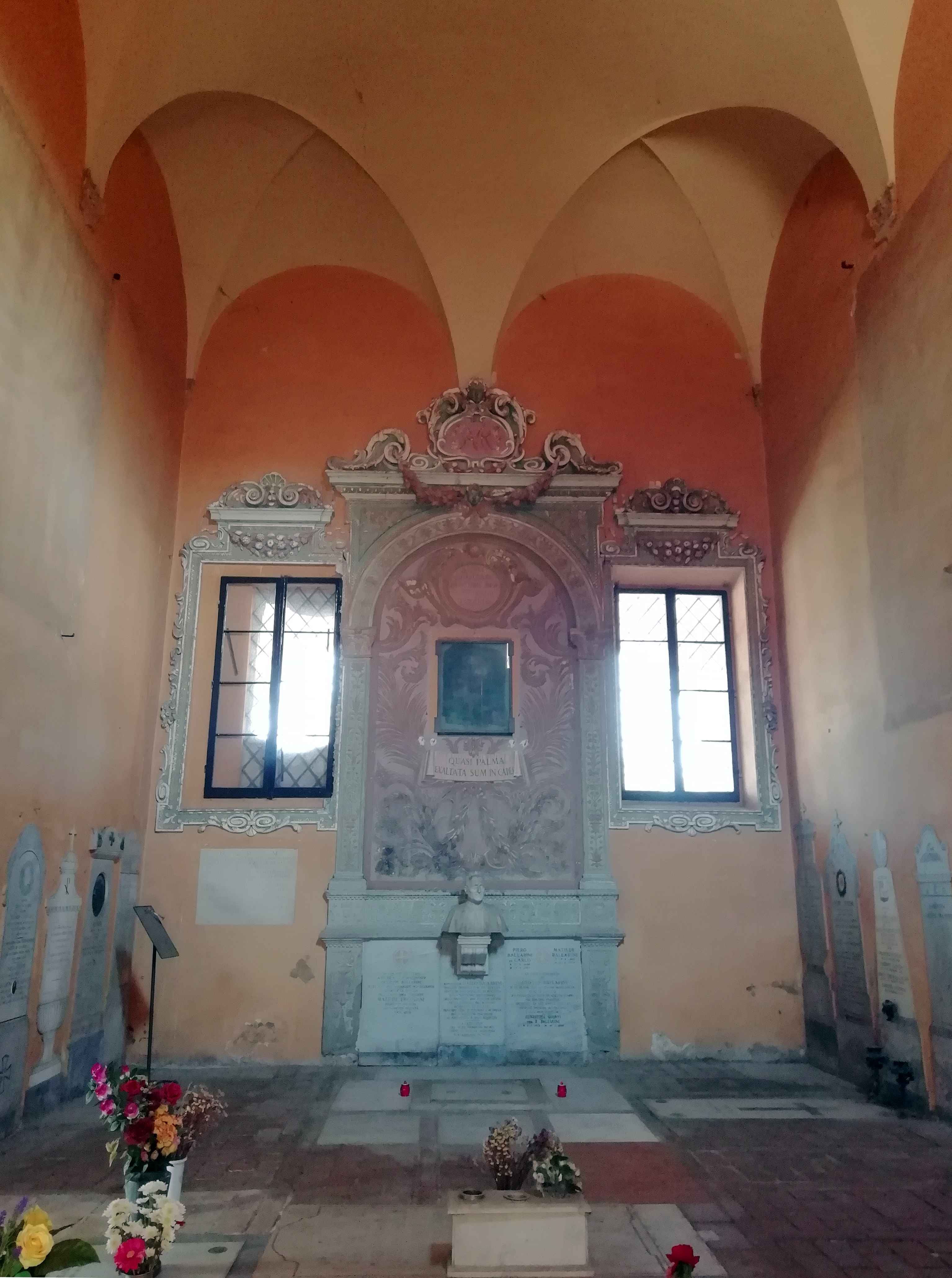
L'ancona della Cappella della Madonna delle Assi

La Cappella della Madonna delle Assi, in origine Sala del Capitolo, si trova a fianco al Corridoio dipinto ed è raggiungibile dal portico di levante del Chiostro delle Madonne.
La sala, detta anche Cappella delle Assi o Sala della Madonna dell'Asse, prende il nome dalla Madonna con bambino presente nell'ancona, qui traslata nel 1808 dalla chiesetta delle Assi accanto al Palazzo Comunale. Sotto l'ancona, un busto scolpito da Silverio Montaguti ricorda monsignor Carlo Ballarini.

#### Corridoio dipinto

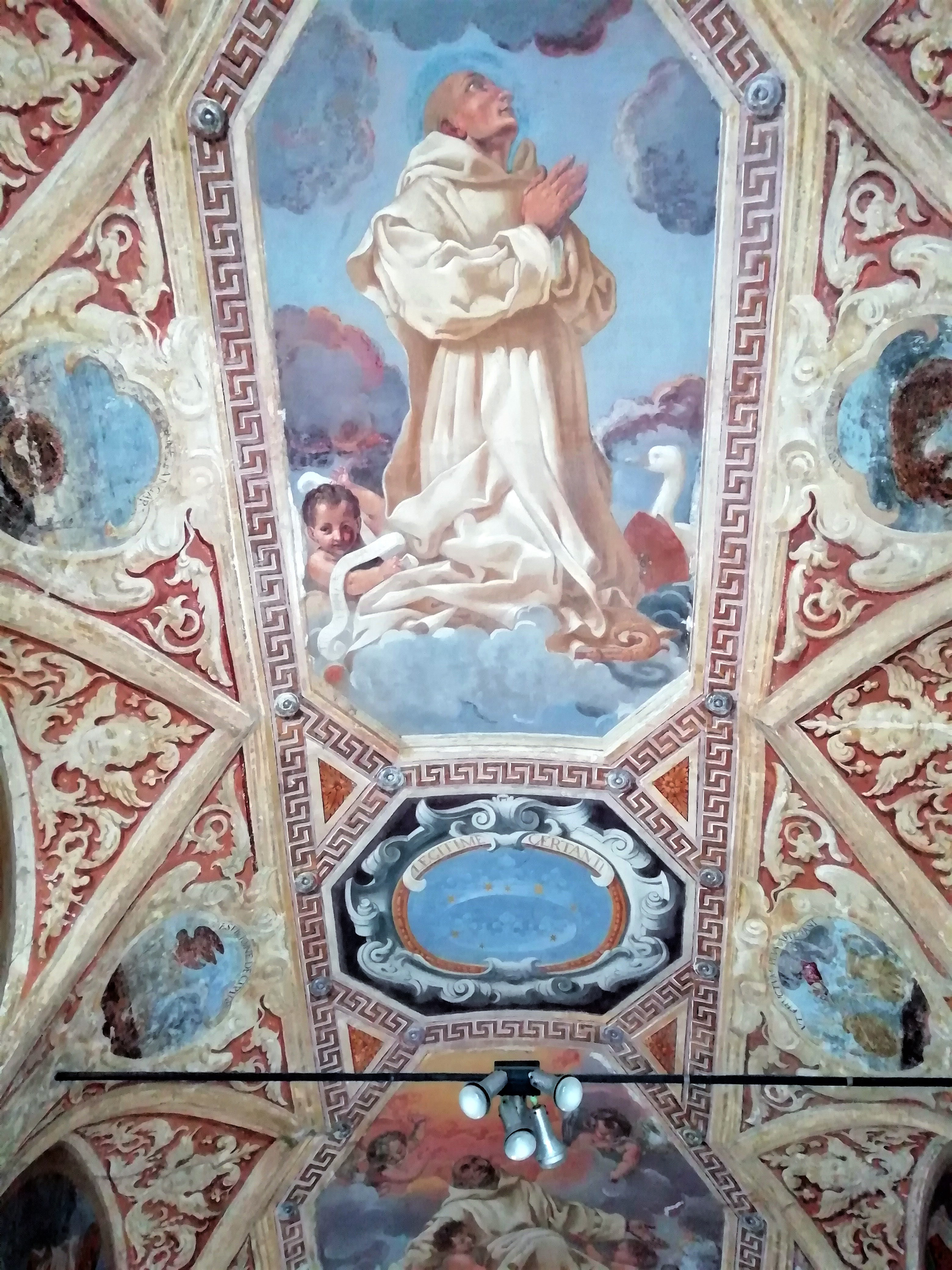
Particolare del soffitto del Corridoio dipinto

Il breve ambulacro di raccordo tra il braccio di levante del Chiostro delle Madonne e il braccio di ponente del Chiostro III è l'unica testimonianza superstite della ricchezza pittorica degli spazi dell'antico monastero oltre alla Chiesa di san Girolamo. Con una lunghezza di 10,73 m e una larghezza di 2,6 m, collegava il Chiostro Grande delle celle al Chiostro del Capitolo e veniva usato quotidianamente dai monaci per andare a pregare in chiesa al vespro e al mattutino. La volta a padiglione, i capitelli pensili e i pennacchi, le sedici lunette e il portale in arenaria, risalgono all'epoca del priore Giovanni Battista Capponi. Il Corridoio dipinto presenta un ciclo di affreschi sulla vita di san Bruno, opera di padre Marco da Venezia del 1638.

### Recinto delle Monache e dei Sacerdoti
Il Recinto delle Monache e dei Sacerdoti, tra il Chiostro III e il Chiostro VI, è uno spazio composto da quattro stanze, ognuna delle quali raccordata a est da un loggiato affacciato su di un campo recintato; rappresenta l'esempio più leggibile delle celle dei monaci dell'antica struttura della Certosa di San Girolamo di Casara. Fin dall'istituzione del cimitero vi furono ricollocati i resti di svariate sepolture cittadine.
Il Recinto delle Monache propriamente detto comprende due loggiati, una stanza e un campo recintato e si raggiunge dalla Sala Ellittica; prende il nome dalle monache del Corpus Domini, delle carmelitane scalze, delle agostiniane, delle salesiane e delle domenicane qui sepolte; nella stanza figurano i nomi di importanti famiglie bolognesi.
Il Recinto dei Sacerdoti propriamente detto si compone di un campo recintato, tre stanze e due segmenti di portico; tra il 1849 e il 1859 ospitò le spoglie di Ugo Bassi.
Nella Sala Seconda del Recinto dei Sacerdoti si segnala tra le opere di pregio in stile neoclassico il Monumento Vogli del 1811-13, «sintesi tra linguaggio canoviano e tradizione bolognese», tra le prime opere che Giacomo De Maria realizza per il cimitero. Il monumento è dedicato al canonico della Collegiata di San Petronio e membro del Collegio dei dotti Giuseppe Vogli. Il disegno di Giuseppe Nadi conservato nel Gabinetto dei disegni e delle stampe dell'Archiginnasio fu sviluppato da De Maria con due figure allegoriche, la Carità e la Storia ai lati di un'ara su cui è posata un'urna velata.

#### Recinto dei Cappuccini

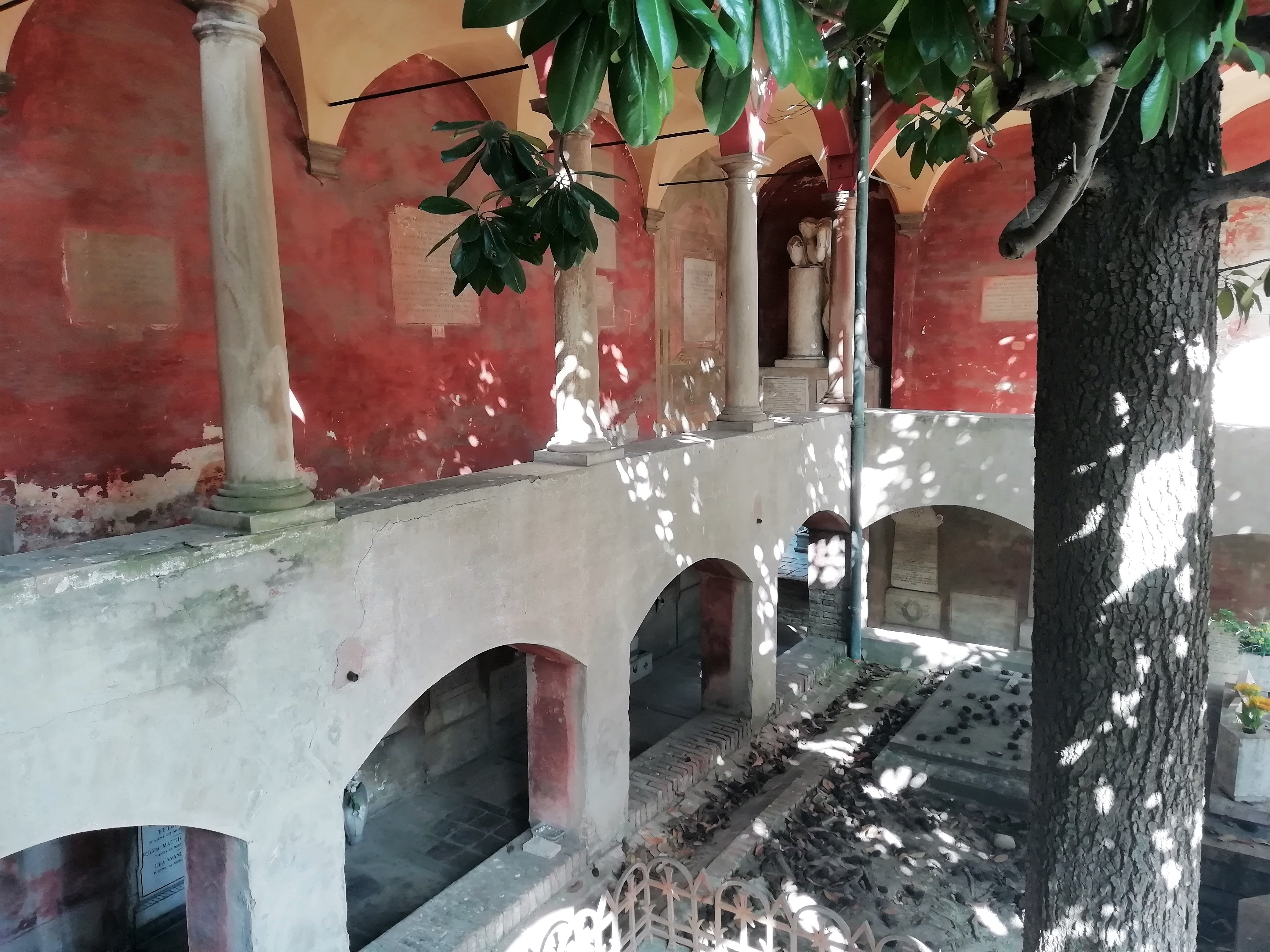
Il Recinto dei Cappuccini

In continuità con il Recinto dei Sacerdoti, e accessibile anche a nord dal portico ovest del Chiostro VI alla congiunzione con il portico del Chiostro III, il pittoresco Recinto dei Cappuccini, con loggiato su tre lati a colonnato di ordine tuscanico è concluso a sud da un arco serliano e copre un piano seminterrato con arcate a sesto ribassato supportate da pilastri e volte a crociera.
Il loggiato superiore ospitava il monumento a Benedetto Conventi, opera del 1817 di Giovanni Putti su progetto di Vincenzo Vannini, oggi perduta.

## Il cimitero ottocentesco

### Sala delle Tombe

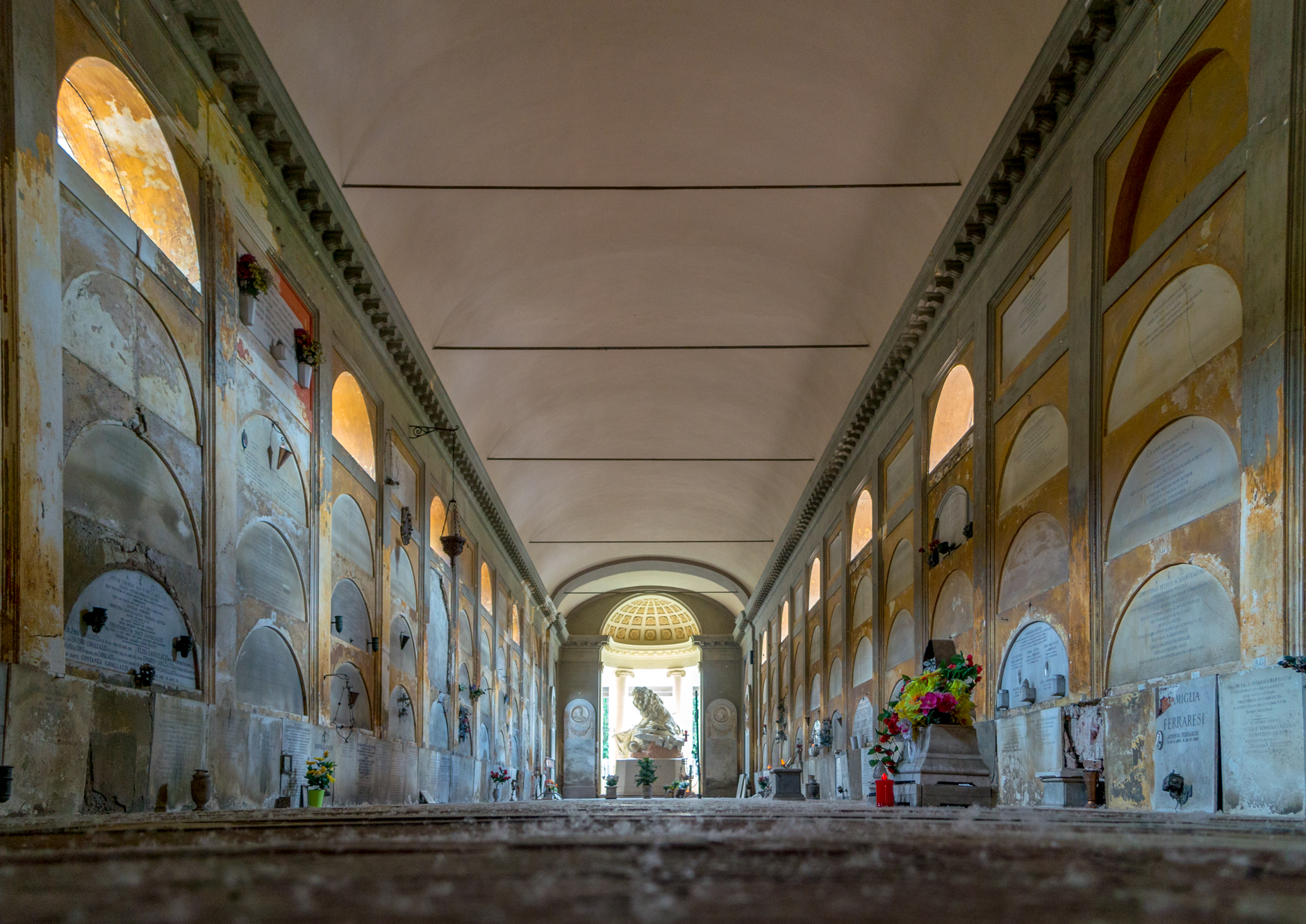
La Sala delle Tombe e, in fondo, l'abside con il monumento ai martiri dell'Indipendenza

La Sala delle Tombe, in origine sala di ritrovo e ricreazione dei certosini, è una lunga e vasta sala ripensata da Angelo Venturoli e rimaneggiata nel 1816 da Luigi Marchesini a uso cimiteriale. L'insieme richiama l'aspetto dei «colombari antichi entro cui si riponevano le ceneri del defunto»: introdotta da un vestibolo a quattro colonne ioniche e trabeazione classica e modiglioni, opera del Marchesini, la sala è coperta da una volta a botte ellittica ed è cinta dalla trabeazione in continuità stilistica con quella del vestibolo; lungo le pareti, coperte di lunette sepolcrali, si aprono nicchie e porte.
La Sala conduce a nord al Chiostro I e a sud si congiunge alla Sala Gemina; sui lati lunghi si aprono delle porte trasformate in monumenti, dando accesso a est alla Sala delle Catacombe.
In fondo alla sala, un'abside a quattro colonne coperta da lacunari e rosoni cinge di luce il leone in scagliola dipinta del monumento ai martiri dell'Indipendenza, opera di Carlo Monari del 1868, segnalato tra i capolavori della Certosa e di forte impatto scenografico. Prima di incorniciare il monumento del Monari, questo emiciclo a giorno si apriva sul panorama verso San Luca e ospitava le statue dei quattro santi protettori di Bologna, opera di Gabriele Brunelli.

### Loggiato delle Tombe

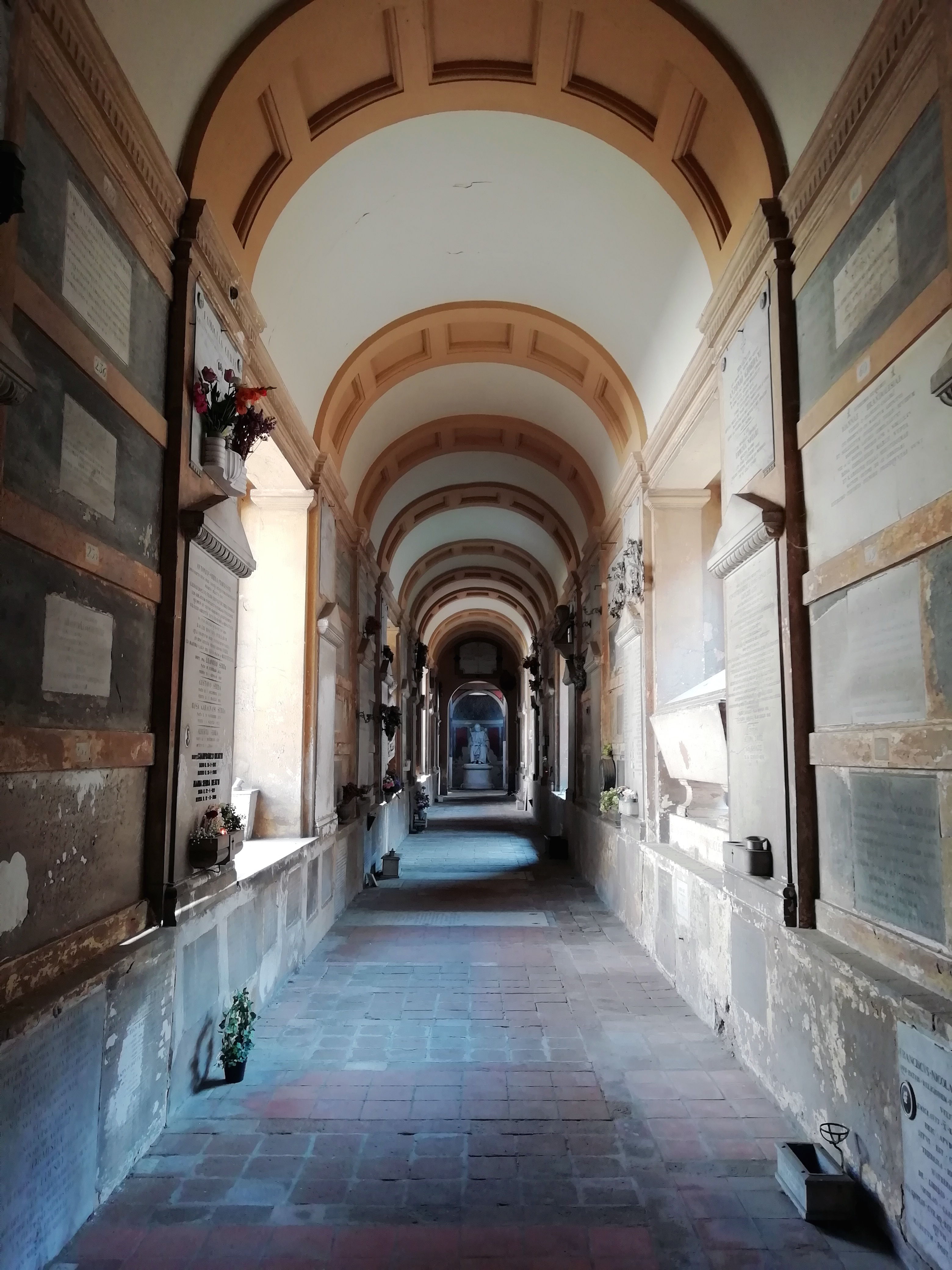
Il Loggiato delle Tombe

Parallelo alla Sala delle Tombe e a est di questa, si sviluppa in lunghezza il Loggiato delle Tombe, accessibile dal Chiostro III e da una porta-monumento che si apre a metà della Sala delle Tombe con passaggio verso il Chiostro del 1500. Due celle si aprono a est sul Loggiato delle Tombe: dalla seconda si accede alla Sala delle Catacombe. Sorge su di un'area un tempo adibita a magazzino e transito verso il vigneto e occupata da un'anticamera ai Recinti delle tumulazioni, come attesta una pianta di Luigi Marchesini del 1822: a partire dal 1833, poco dopo la Sala delle Tombe, il Marchesini e successivamente Coriolano Monti ne rimaneggiarono l'architettura e il loggiato fu terminato dal Monti nel 1860. Di stile neoclassico, il Loggiato delle Tombe è coperto da una volta a botte che nei sottarchi è decorata a cassettoni; sotto la volta, la trabeazione è sorretta da lesene.
In un vano che si apre a giorno su di un cortiletto esterno, il loggiato ospita il notevole monumento a Maria Badini, opera scolpita da Alessandro Franceschi intorno al 1826, che sfrutta la luce in modo scenografico e propone un'iconografia «impostata sulla continuità di affetti tra chi scompare e i cari rimasti».

### Sala Gemina

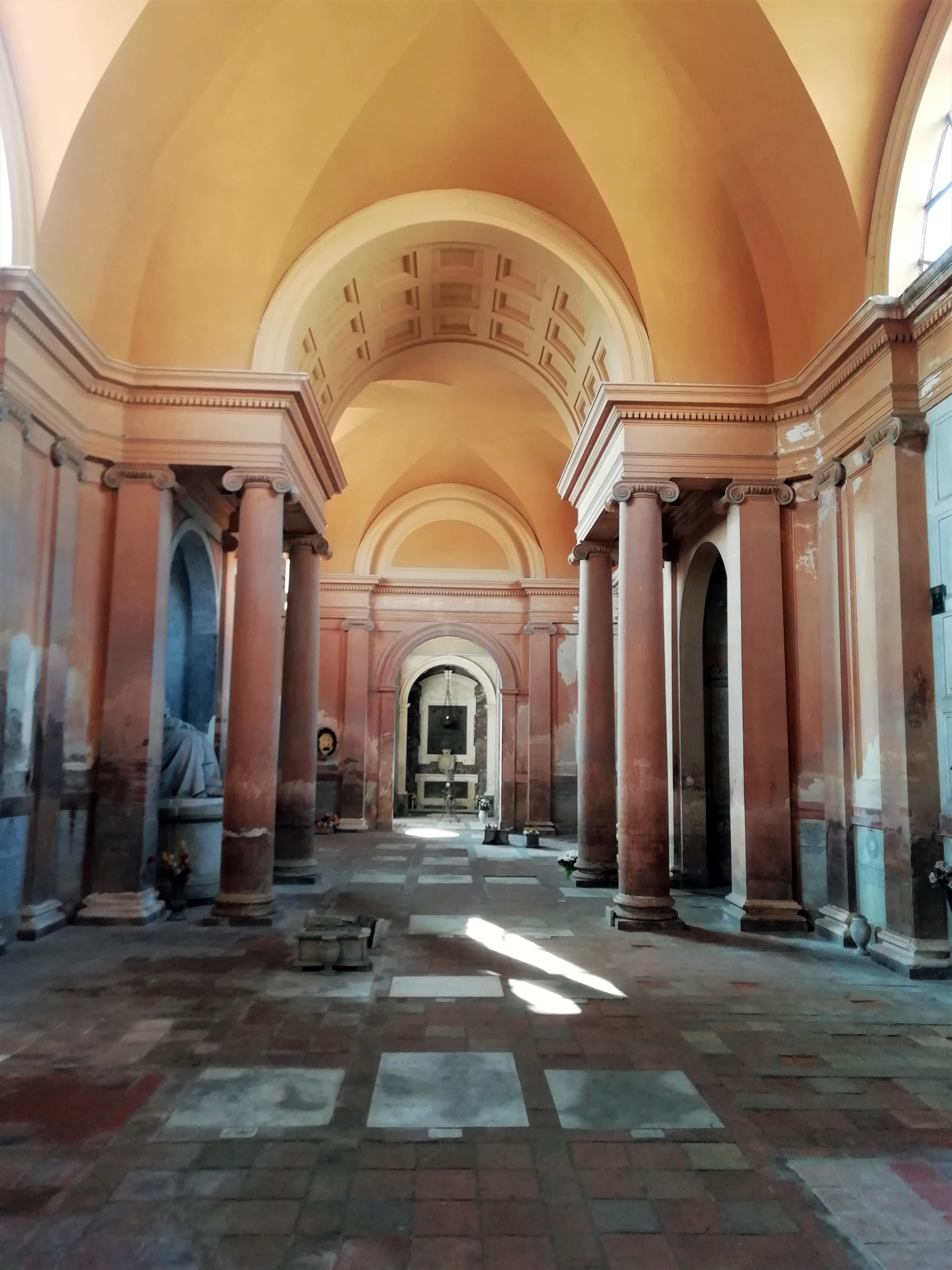
La Sala Gemina. Sulla sinistra, nella cella absidata tra le colonne, si intravede il monumento Contri

La Sala Gemina si apre all'estremità sud del Loggiato delle Tombe, a cui è perpendicolare e da cui viene divisa idealmente nelle due parti che le danno il nome.
Architettura neoclassica iniziata nel 1833 da Luigi Marchesini e completata nel 1860 da Coriolano Monti con l'apertura verso il Loggiato delle Tombe, la sala si caratterizza per due corridoi architravati, colonne e lesene ioniche alle pareti, una copertura a padiglione «con unghiature triangolari» e grandi finestre a lunetta.
Al centro della Sala Gemina, una cella absidata accoglie il Monumento Contri, opera notevole del 1873 di Salvino Salvini, che ritrae Giovanni Contri in posizione seduta e togato.

### Sala delle Catacombe

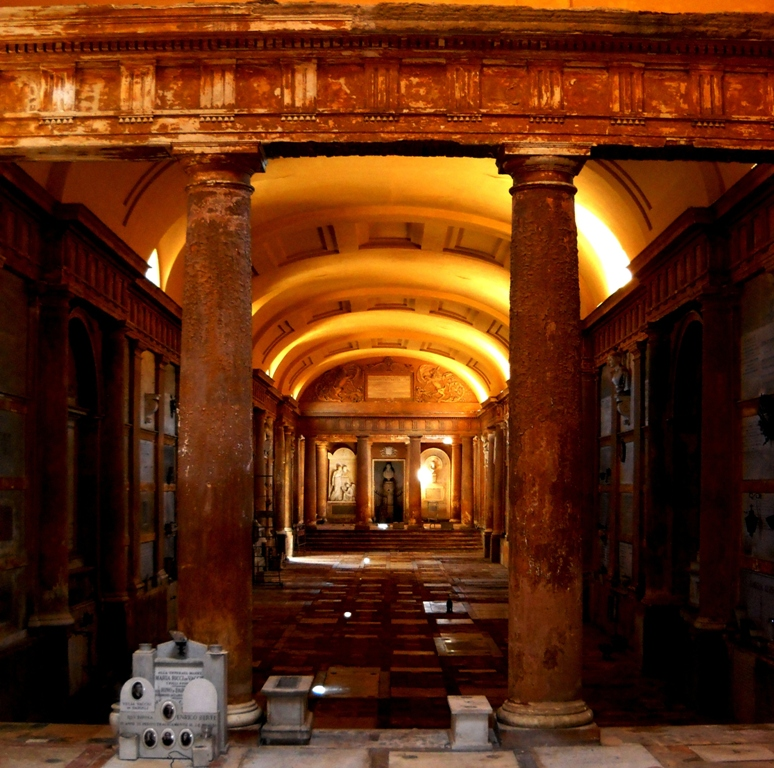
La Sala delle Catacombe vista da uno dei vestiboli

La Sala delle Catacombe sorge dove un tempo erano quattro celle di monaci e si sviluppa in lunghezza: a est corre parallela al Loggiato delle Tombe da cui è accessibile dalla Cella Seconda, mentre a ovest confina con il Chiostro VII. Coperta da una volta ellittica a sesto ribassato, la sala è cinta da una trabeazione dorica decorata con triglifi e presenta varie nicchie centinate che ospitano i monumenti funerari. È introdotta alle due estremità nord e sud da due vestiboli sopraelevati di pianta quadrata, i cui lati sono arricchiti da quattro colonne doriche ciascuno.
È uno degli spazi più raffinati della Bologna ottocentesca. A partire dal 1927, l'architetto Luigi Marchesini prima e Coriolano Monti poi fecero vari interventi sulla sala, progettata in stile neoclassico nello spazio un tempo occupato da celle monacali; la Sala delle Catacombe poteva dirsi terminata nel 1833. Dal 2000 al 2012 è stata inaccessibile per la caduta della copertura.
Di grande finezza descrittiva, si segnala il Monumento Minelli, opera di Carlo Monari del 1868, che riprende dal Canova il motivo funerario della porta dell'avello, di fronte alla quale è inginocchiata una figura femminile, ricca di dettagli nelle vesti e nella capigliatura.

### Galleria a Tre Navate

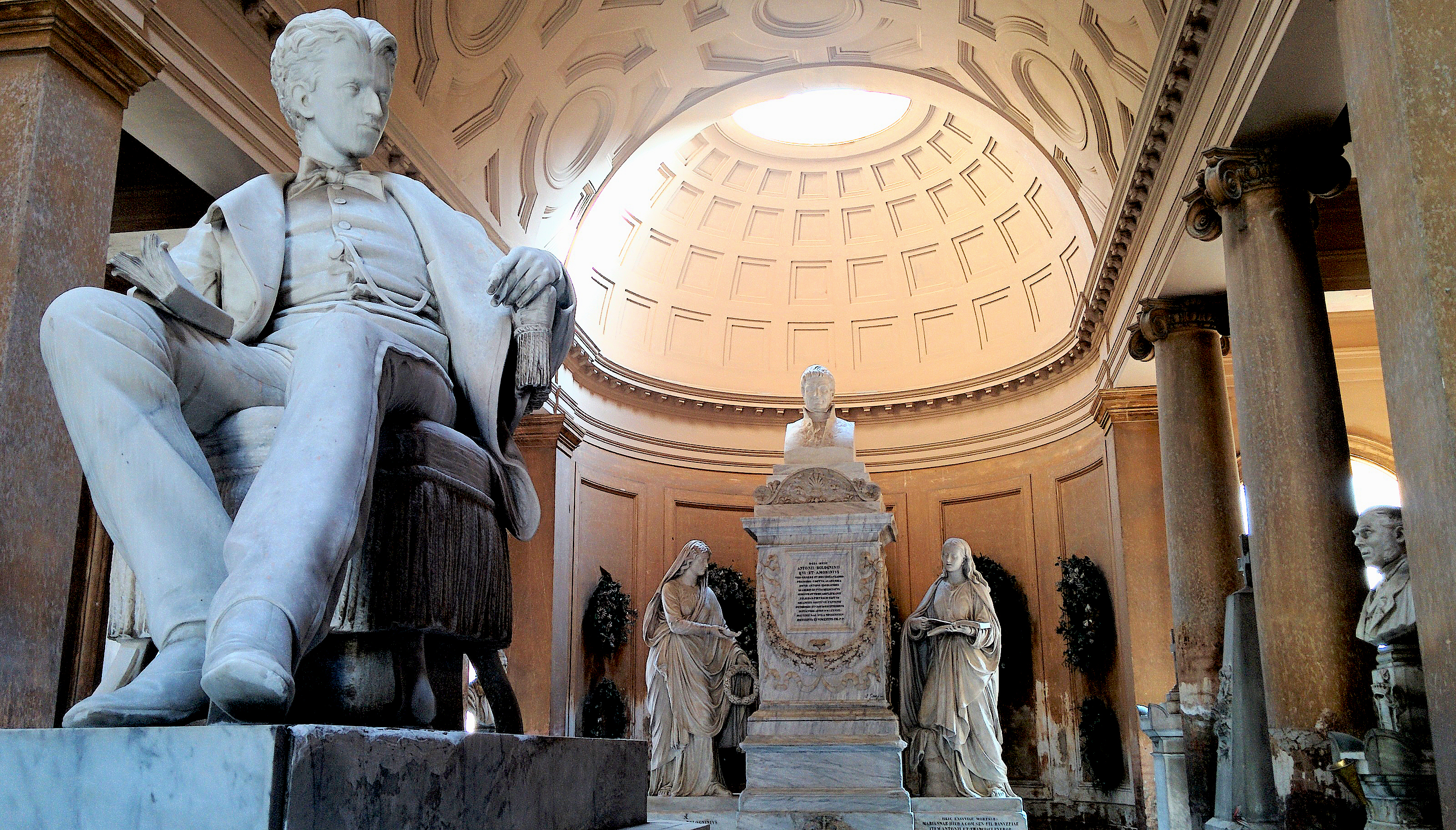
La Galleria a Tre Navate, con il monumento Cocchi in primo piano e il monumento Bolognini Amorini sullo sfondo

La Galleria a Tre Navate, così chiamata per la sua configurazione iconografica, sorge al posto del vigneto e della peschiera dell'antico monastero ed è collegata al Chiostro VII e al vestibolo sud della Sala delle Catacombe.
Di architettura neoclassica, per la sua progettazione negli anni sessanta dell'Ottocento Coriolano Monti si ispirò agli edifici romani e alle gallerie commerciali di stampo francese e londinese, alla Grande Galerie del Louvre, al Braccio Nuovo dei Musei Vaticani, con rimandi ad Adam e a Piranesi per la luce.
La galleria, caratterizzata da colonne di ordine composito, si sviluppa a croce, con bracci profondi e il transetto pure a tre navi; l'incrocio, a pianta quadrata, è coperto da una cupola emisferica. Le navi maggiori hanno volta a botte a cassettoni, decorati a rosoni nel transetto e a motivi geometrici nella nave principale; il transetto ha lucernari in ogni braccio. Le navi minori hanno invece un soffitto piatto.
Fulcro prospettico della galleria, il quadrato d'incrocio è occupato dal 1885 dal monumento a Enea Cocchi con la figura del giovane rappresentato seduto, opera di pregio del 1868 di Carlo Monari indicata tra i capolavori della Certosa.

### Sala del Colombario

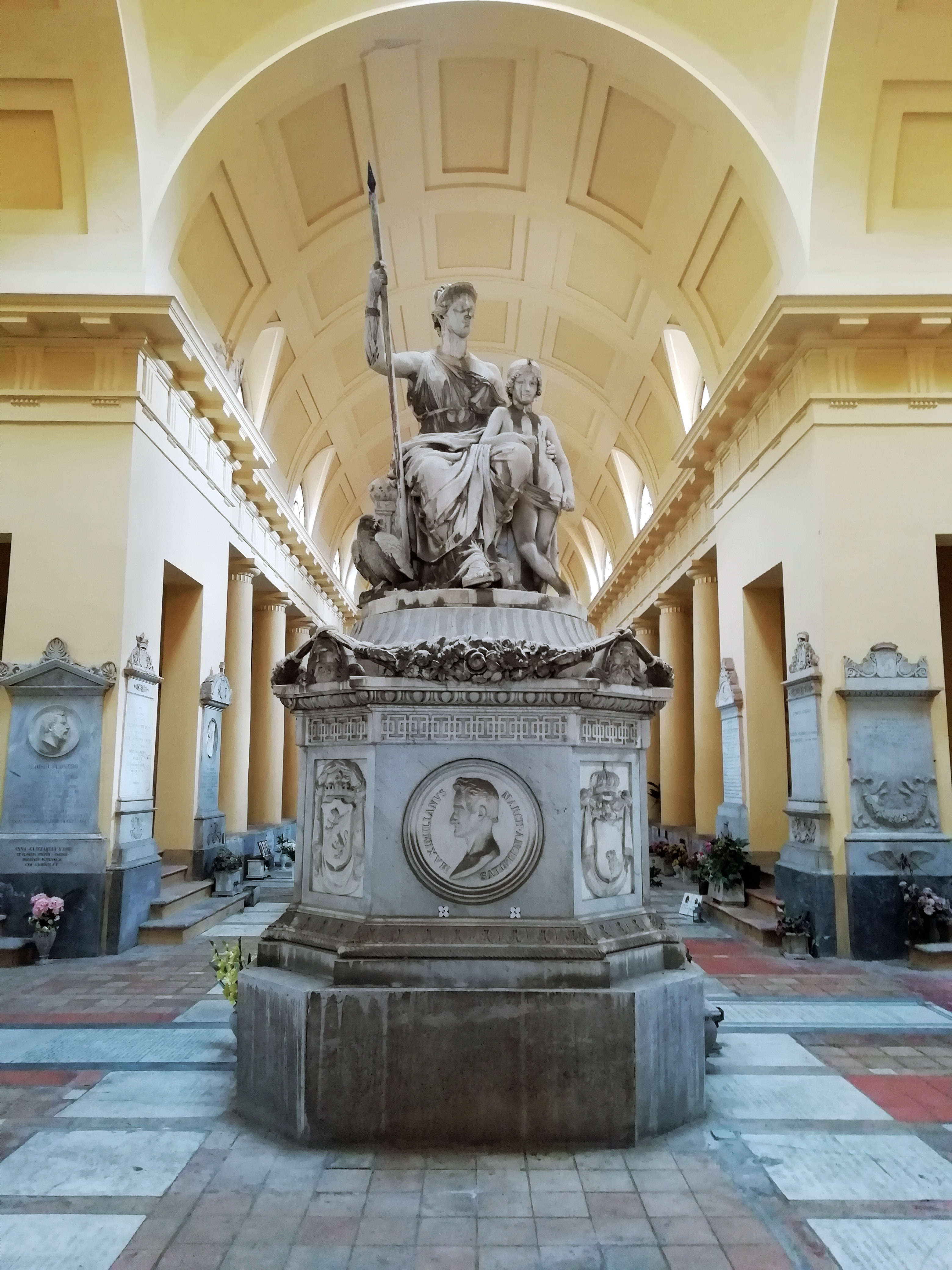
Il monumento Malvezzi Angelelli al centro della Sala del Colombario

L'imponente Sala del Colombario, in origine detta Galleria a Tre Navate - nome ormai riservato a un altro luogo della Certosa - fu progettata intorno al 1833 da Luigi Marchesini in stile neoclassico sul modello di antichità romane quali le terme di Caracalla e la basilica di Massenzio, ma terminata molto più tardi; occupa il posto di precedenti costruzioni certosine. Il Colombario è una delle sale più importanti del cimitero, sia per gli importanti monumenti che contiene sia la sua grandiosa struttura architettonica.
Vi si accede dal braccio sud del Chiostro III e si sviluppa in lunghezza in un corpo centrale a tre navate intervallato da tre transetti: all'ingresso principale a nord, a metà, e verso l'abside che chiude la sala a sud. Le navi hanno copertura a botte a cassettoni e vele triangolari con lucernari a lunetta, e sono separate tra loro da colonne doriche sormontate da una trabeazione a triglifi e modiglioni; le navi minori, presenti anche nei transetti, risultano rialzate. Il transetto centrale si conclude con due absidi semicircolari. Agli incroci tra il corpo della sala principale e i transetti si elevano le cupole semisferiche, dotate di lucernari circolari.
La Sala del Colombario ospita due dei più importanti monumenti della Certosa.
Il monumento funebre a Massimiliano Angelelli, o Monumento Malvezzi Angelelli, realizzato nel 1855 da Lorenzo Bartolini con l'aiuto di Massimiliano Putti per il basamento, domina al centro della Sala del Colombario; raffigura Pallade e il genio della gloria, era in origine stato commissionato nel 1833 dal principe Baciocchi per esser posto in San Petronio e commemorare Elisa Bonaparte. A seguito del rifiuto della scultura da parte del principe, il monumento venne acquistato dal marchese Massimiliano Angelelli, e adattato per la nuova committenza.
Il Monumento Murat voluto da Letizia Murat per la propria sepoltura, si trova nell'abside della sala; sul monumento campeggia la statua di Gioacchino Murat, opera di Vincenzo Vela del 1864.

### Corsia del Colombario

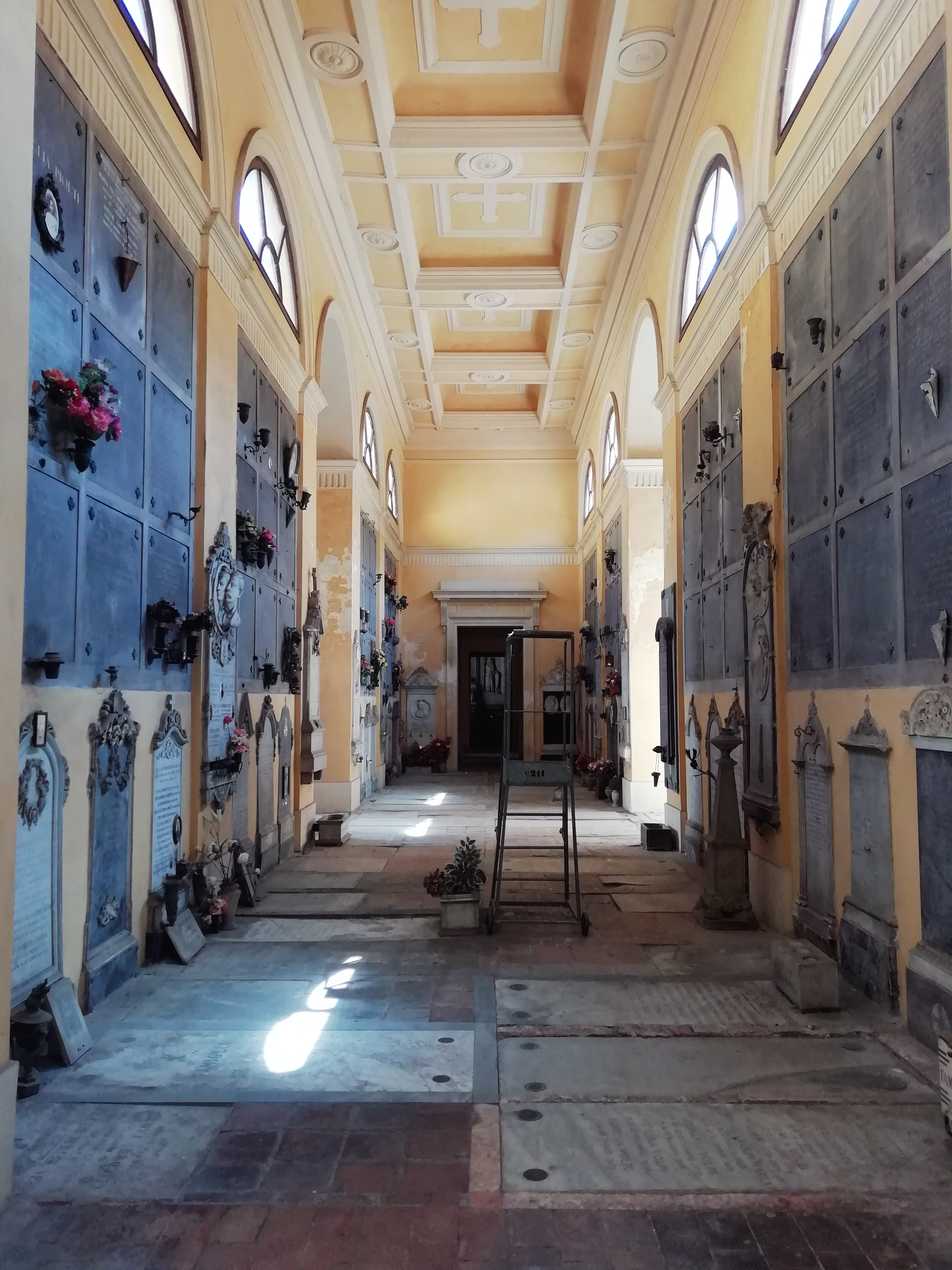
La Corsia del Colombario

La Corsia del Colombario, o Loggia del Colombario, fu realizzata tra il 1878 e il 1882 in stile eclettico su disegno di Coriolano Monti dall'ingegnere Antonio dall'Olio per raccordare la galleria a sud della Sala del Colombario e la Cella Pepoli, e in previsione di future espansioni del cimitero. La corsia, con soffitto a cassettoni, dà accesso a ovest alla Sala del Colombario, a nord alla Sala Ellittica e a est al Campo Carducci.
La Cella Pepoli, capolavoro di Massimiliano Putti del 1868, rappresenta una riuscita sintesi di stile purista e naturalista; nel gruppo scultoreo del Cristo Redentore e due anime di Putti si notano i rimandi alla scultura di Bertel Thorvaldsen del 1821 conservata nella cattedrale di Nostra Signora di Copenaghen. Fu intitolato ai fratelli Giuseppe e Gaetano Pepoli; sui lati del sarcofago si trovano le epigrafi dedicate a Friederike von Hohenzollern-Sigmaringen e Gioacchino Napoleone Pepoli. Sulla parete di destra, il busto di Gioacchino è opera di Carlo Monari.

### Sala Ellittica

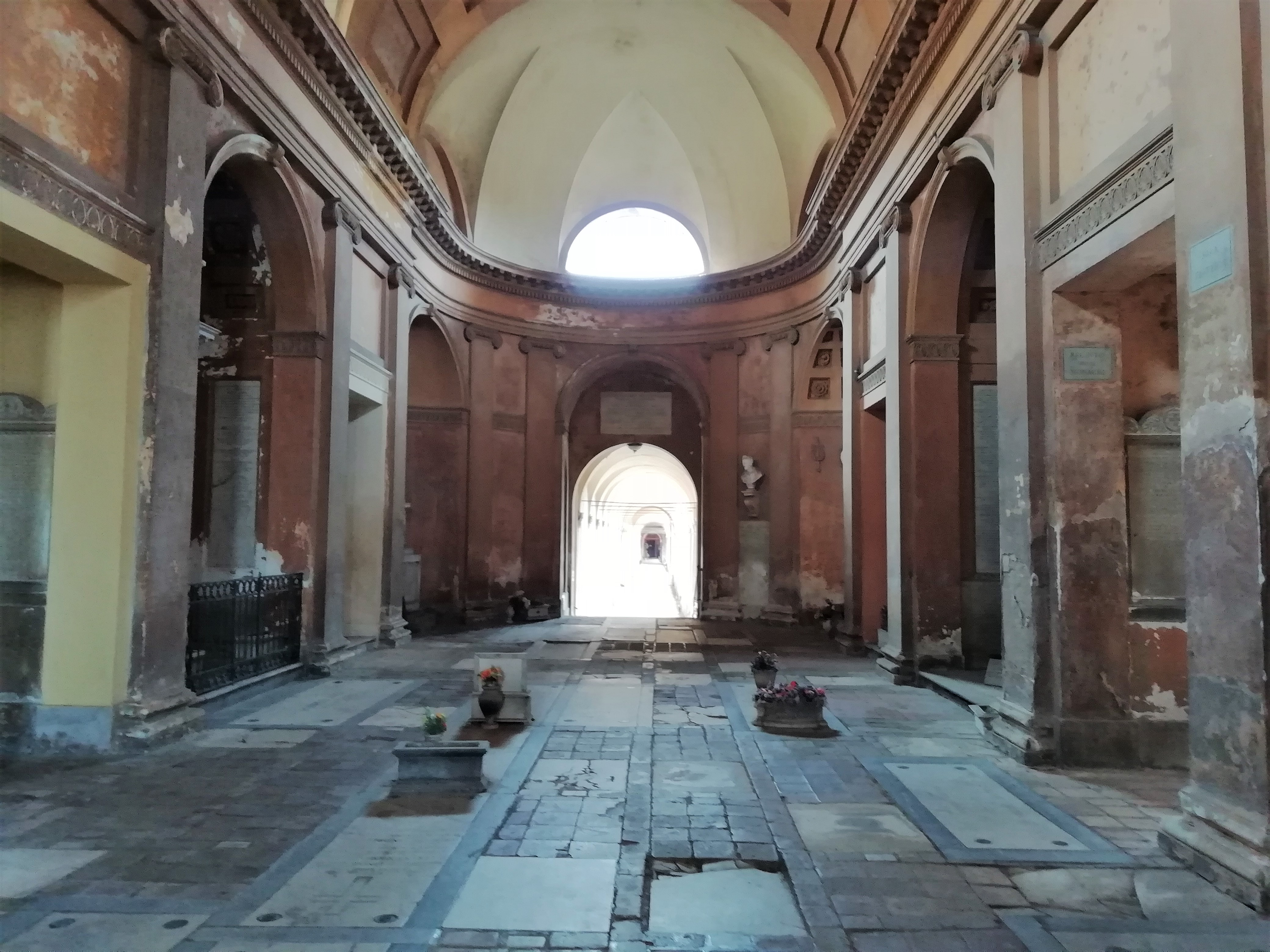
La Sala Ellittica

La Sala Ellittica fu progettata da Luigi Marchesini negli anni trenta dell'Ottocento, periodo in cui ne fu fatta anche la lottizzazione. Dalle porte alle pareti si raggiungono a ovest il Chiostro III, a est il Chiostro VI, a nord il Recinto delle Monache e a sud la Corsia del Colombario.
Di forma ellittica come vuole il suo nome e ispirata a modelli di architettura classica, la sala è ritmata dalle lesene ioniche intervallate da nicchie semicircolari e rettangolari, sormontate da trabeazione con modiglioni e dentelli e volta a botte a cassettoni; le absidi della sala si concludono in conche con vele absidali.

### Chiostro III

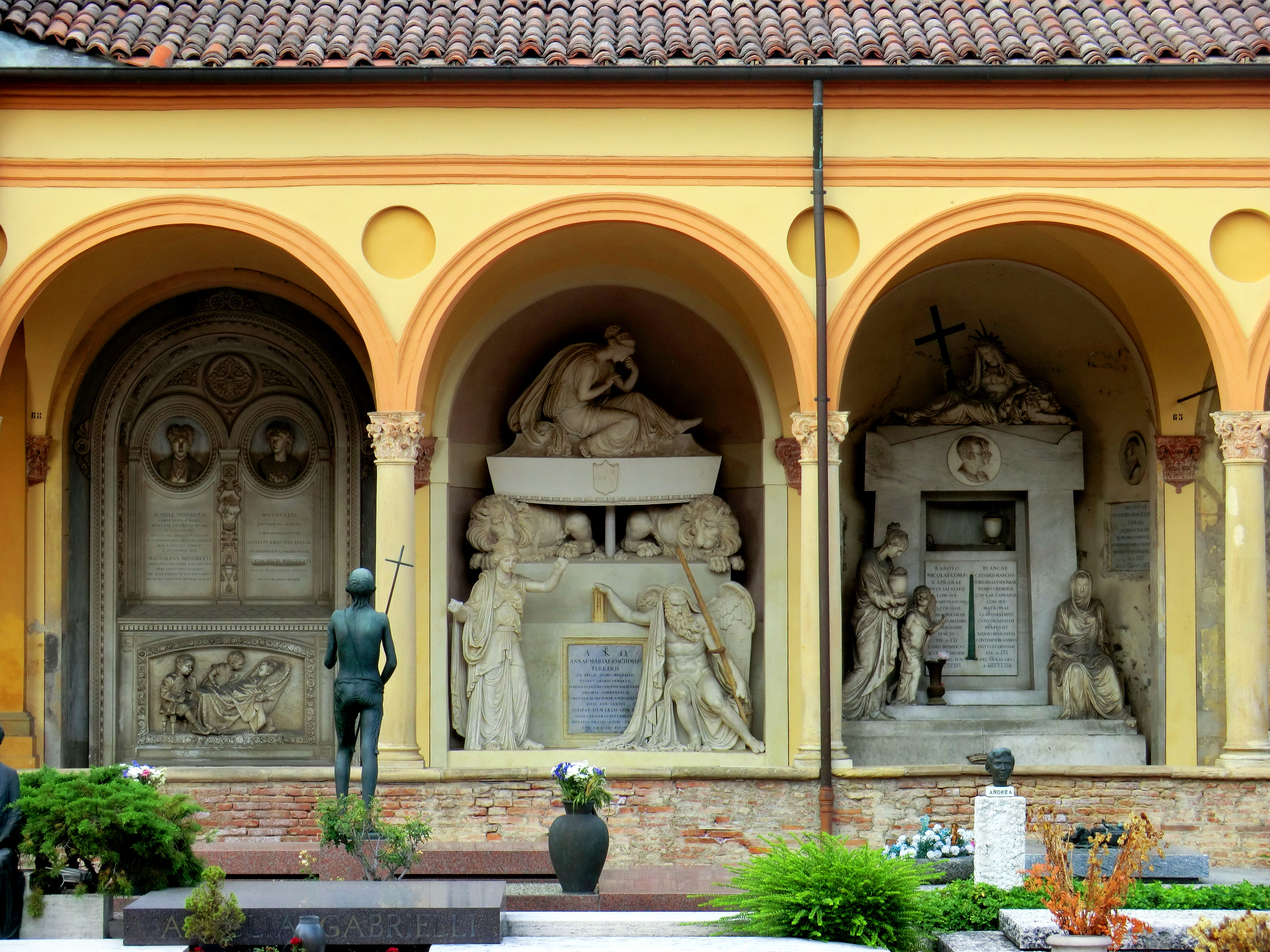
Il Chiostro III

Posto dietro l'abside della chiesa di San Girolamo, il Chiostro III (o della Cappella, o dei Suffragi o delle Celle a seconda delle epoche) nacque riadattando il Chiostro Grande cinquecentesco dell'antico monastero e fu il primo chiostro a ospitare sotto i portici i monumenti funebri, tra cui si ritrovano gran parte di quelli dell'aristocrazia bolognese dell'Ottocento e in parte europea (Matuszevic, Galitzin, Solà, Demaklis).
Prende il nome dalla Cappella dei Suffragi, un tempo a metà del braccio sud, poi sostituita dalla Galleria degli Angeli. Il chiostro porticato, di forma rettangolare, presenta ventuno arcate sui lati brevi e ventiquattro su quelli lunghi. A metà del braccio nord si apre l'accesso al Chiostro V o Maggiore. I bracci minori, a ovest e a est, confinano rispettivamente con la parte più antica verso la chiesa e il Recinto delle Monache e dei Sacerdoti.
Le arcate presentano ornati in macigno e nei pennacchi dei tondi brunelleschi. Nel portico del chiostro, le volte a crociera poggiano su capitelli pensili e colonne in macigno sormontate da capitelli corinzi e trabeazione in macigno scolpito. Le colonne, a loro volta, si appoggiano su di un muretto che fa le veci di stilobate e separa il portico dal campo.
Sotto le arcate del Chiostro III si conserva un ciclo notevole di ispirazione neoclassica e simbologia illuministica di tombe sia dipinte a tempera - non presenti nel resto d'Italia - sia decorate a stucco e scagliola, tecniche e materiali preferiti per il loro costo contenuto.
A esse, dalla metà dell'Ottocento si aggiunsero alcuni monumenti in marmo, tra cui spiccano l'Eternità velata del Monumento Caprara e la Felsina desolata del Monumento Magenta e qualche rara opera in bronzo. I maggiori artisti bolognesi di inizio Ottocento vi sono rappresentati: dagli scultori Putti (tomba Mattioli Barbieri, 1818) e De Maria (Monumento Caprara, 1817 circa) ai pittori Fancelli (tomba Martinelli, 1807) e Basoli (Monumento Rusconi, 1814), che vennero affiancati da decoratori e figuristi dell'Accademia, quali Caponeri (Monumento Salaroli), Frulli (Monumento Tanari) e Zanotti. Uno stimolo positivo per il confronto artistico fu dato dalla preferenza di alcune famiglie per artisti non locali: ne è un esempio Vincenzo Vela, che nel Chiostro III realizza la statua allegorica della Desolazione nel 1875 per la Cella Gregorini Bingham. Il campo del Chiostro III venne riempito solo successivamente.

### Chiostro VII

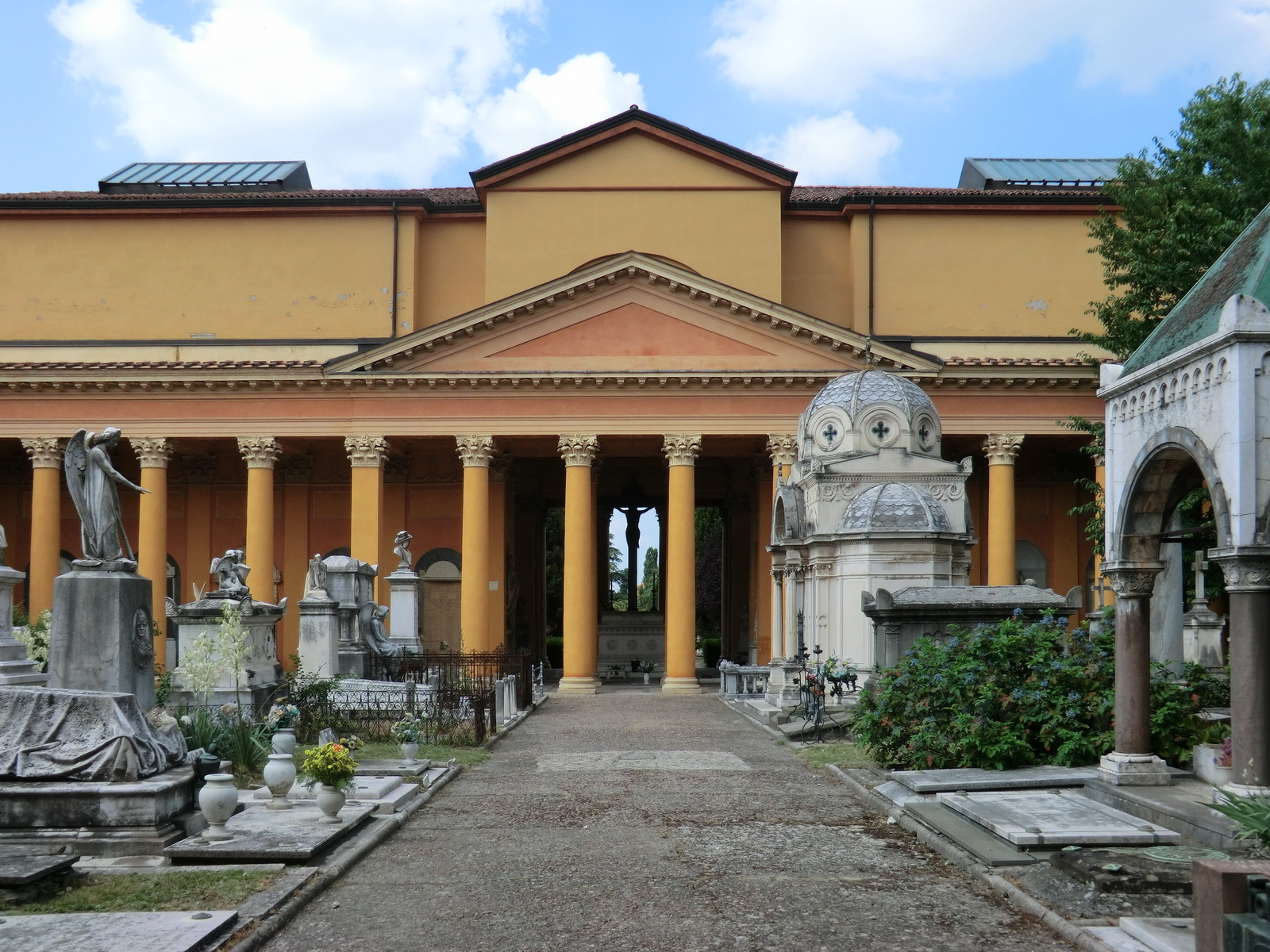
Veduta generale del Chiostro VI, in fondo la Galleria degli Angeli

Se il Chiostro III andava incontro al gusto neoclassico dell'aristocrazia intellettuale di inizio Ottocento, il Chiostro VII fu pensato per le esigenze di una borghesia cittadina che non necessitava di grandi archi celebrativi.
Segnalato nella planimetria della seconda metà dell'Ottocento della Certosa come Campo dei Cholerosi, è circoscritto a nord dalla Galleria degli Angeli, a sud dalla Galleria a Tre Navate, a est dalla Sala del Colombario e a ovest dalla Sala delle Catacombe. Alle Gallerie si accede dai pronai a colonnato corinzio sormontati da frontoni. Il chiostro VII è opera di Antonio Zannoni come la Galleria degli Angeli, e ne riprende l'estetica neoclassica. Nei bracci porticati si ritrovano monumenti estetizzandi e aulici, mentre nel campo, vuoto fino agli anni 1880, prevale la statuaria di gusto verista (Monumento Gancia di Pietro Veronesi, 1896). Le figure dei defunti che rimandano dignitosamente alle loro professioni (Monumento Simoli di Tullo Golfarelli, 1892), secondo una visione laica della vita, fanno da contrappunto alle statue degli angeli allegoriche.
Del 1891, realizzato dallo scultore Diego Sarti su progetto di Attilio Muggia, il Monumento Montanari si fa notare nel campo per la sua Dolente, una delle sculture più emblematiche del cimitero.
Di interesse storico la tomba dell'editore Zanichelli, del 1886, e la tomba in ceramica di Angelo Minghetti, fondatore dell'omonima manifattura ceramica, del 1890-92, entrambe opera di Alessandro Massarenti. Le spoglie del premio Nobel Guglielmo Marconi furono ospitate nella tomba di famiglia nel portico sud fino al completamento del mausoleo a Villa Griffone.

### Galleria degli Angeli

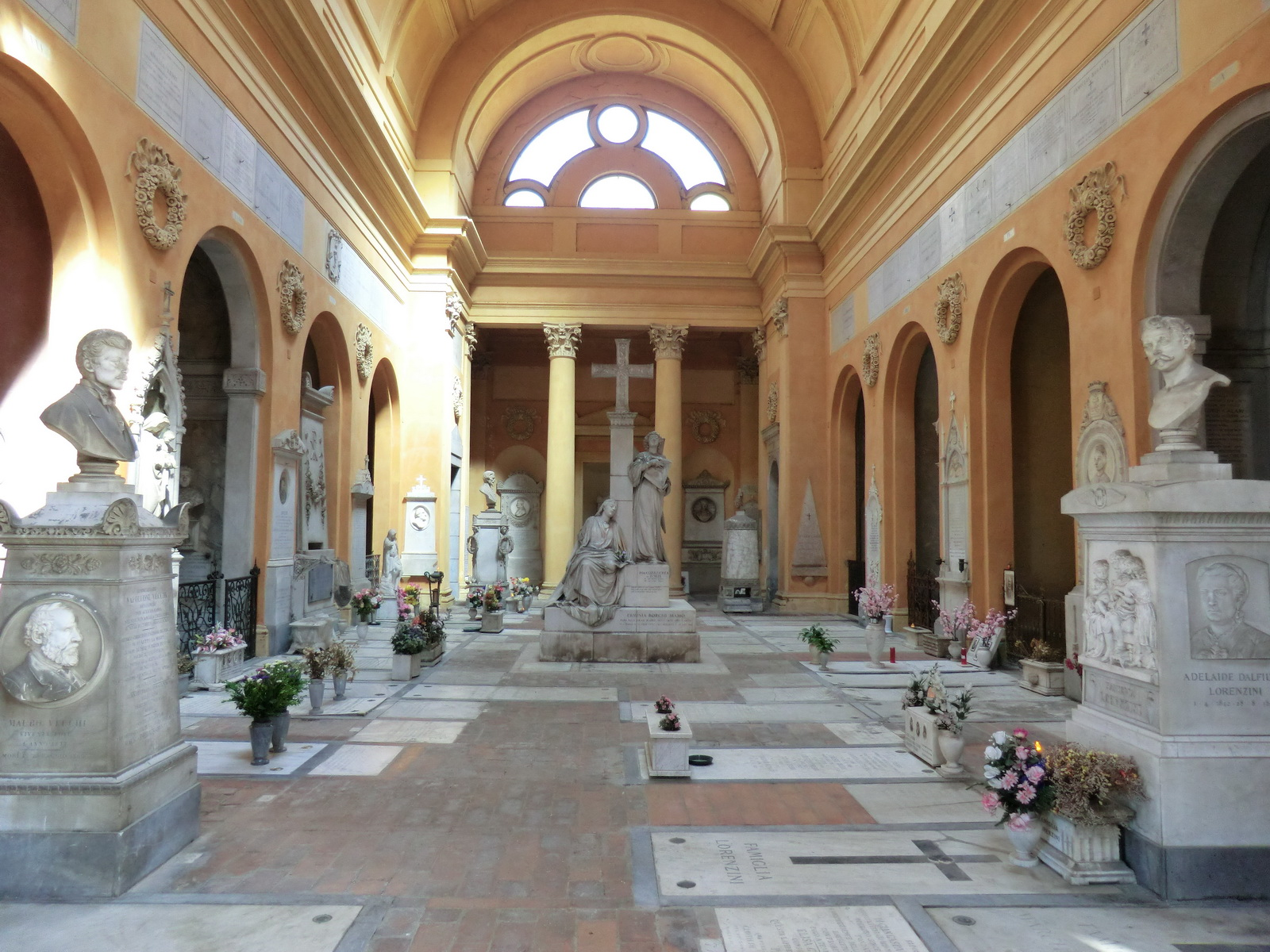
La Galleria degli Angeli

La Galleria degli Angeli, progettata dallo Zannoni tra gli anni settanta e ottanta dell'Ottocento insieme al Chiostro VII, raccorda quest'ultimo alle sale ottocentesche di quello che era il Chiostro Grande rinascimentale, poi ridotto al Chiostro III e destinato all'epoca a sepoltura dei bambini, gli angeli da cui prende il nome. Per costruirla fu demolita la Cappella dei Suffragi progettata da Ercole Gasparini.
Alla Galleria degli Angeli si accede dal braccio nord del Chiostro VII e dal braccio sud del Chiostro III, tramite un pronao che nelle facciate verso i chiostri presenta quattro colonne corinzie e frontone triangolare, mentre verso l'interno ha due pilastri corinzi a reggere gli archi della cupola. Dalla campata centrale partono i due bracci della galleria, conclusi a est e a ovest da piccoli pronai a due colonne. I bracci hanno volte a botte a cassettoni e lucernari quadrati, mentre il pronao che li raccorda è coperto da cassettoni con rosoni.
Tra i maggiori scultori bolognesi tra Otto e Novecento presenti nella galleria si segnala Enrico Barberi, che occupa il centro degli spazi con i monumenti di pregio Bisteghi, del 1891, Borghi Mamo, del 1894, e Cavazza, del 1894, sormontato dal Cristo crocefisso in bronzo e al centro della campata centrale.
Una stele ricorda l'architetto della Galleria, Zannoni, qui sepolto. Curiosità nella galleria, la tomba Lanzi Bersani di Carlo Monari del 1883, che interessò nel 1896 Sigmund Freud.

### Chiostro V o Maggiore

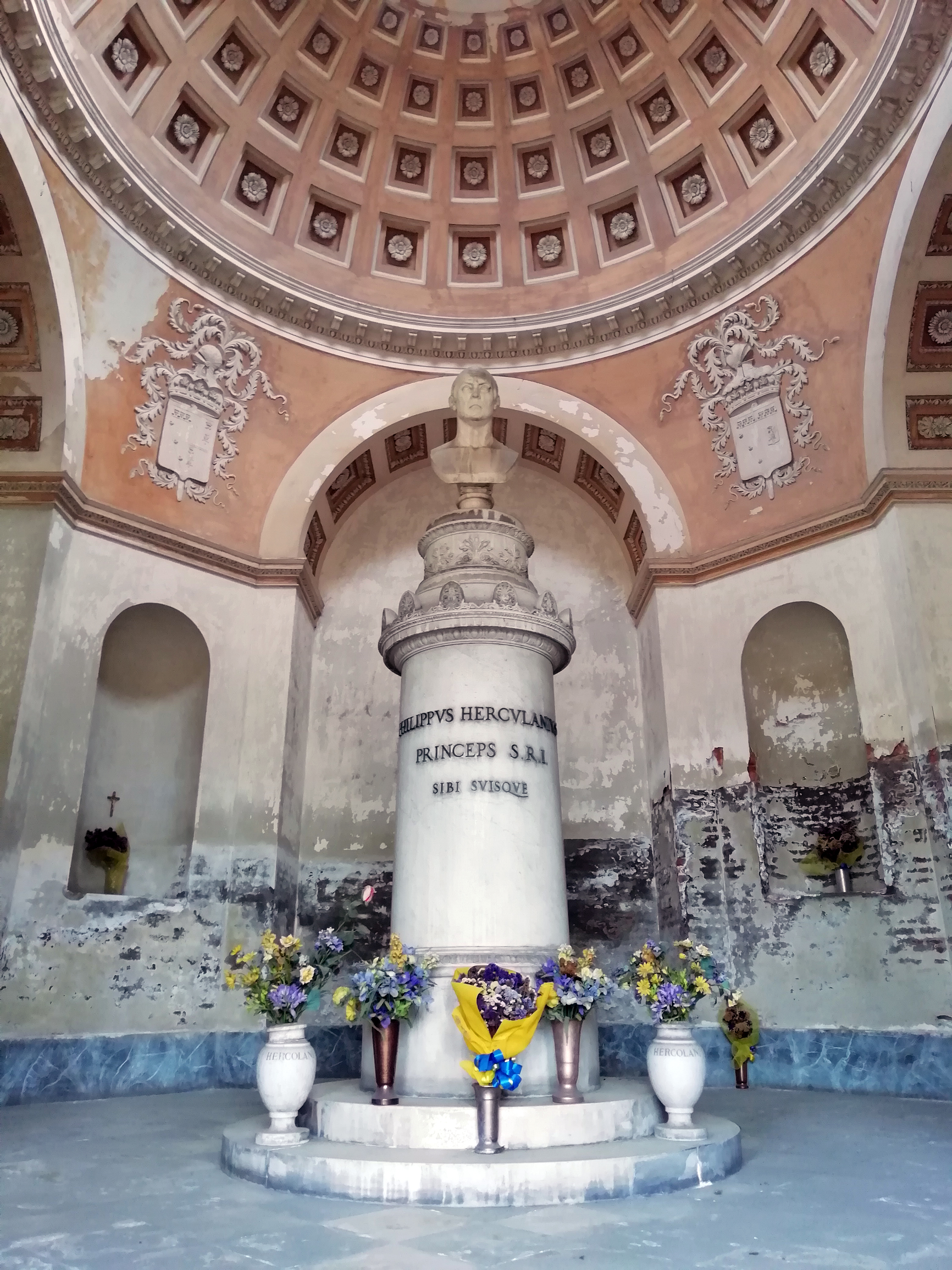
La Cella Hercolani nel Chiostro V o Maggiore

Il Chiostro V o Maggiore, che sorge nell'area un tempo occupata dall'Orto grande, dalla Vigna piccola, dagli Spasseggi per li monaci, e dal Bosco dell'antico monastero, è attraversato da un largo viale che collega l'Ingresso Monumentale ottocentesco al Chiostro III. Costruito tra gli anni trenta e quaranta dell'Ottocento da Luigi Marchesini, secondo le idee di Ercole Gasparini si presenta come un grande chiostro a pianta rettangolare circondato da un porticato, coperto da volte a vela e con archi poggianti su pilastri.
All'epoca della sua costruzione il Chiostro Maggiore era il più grande del cimitero e includeva anche l'attuale Chiostro Annesso, separato dal Maggiore negli anni trenta del Novecento; da questa separazione ebbe origine il Nuovo Braccio o Braccio di Levante tra i due chiostri. Dalla Loggia di Levante, proseguendo nel braccio meridionale del chiostro, si accede al Recinto dei Cappuccini e ancora più a sud si raggiunge il Prolungamento del braccio di ponente del Chiostro VI col Chiostro Maggiore.
Sui lati lunghi del chiostro, in corrispondenza dell'intersezione del viale principale con i portici del chiostro, si trovano due emicicli: a nord, a fianco all'ingresso dei Piagnoni, l'esedra si apre verso l'interno con «colonne ioniche tra due tribune, pure ioniche, con copertura interna a catino su pennacchi, e frontoni all'esterno». L'emiciclo sud che porta al Chiostro III, invece, non è porticato ma alterna le nicchie dei monumenti alle colonne doriche.
Gli archi del porticato sono occupati dai monumenti. Percorrendo il perimetro del chiostro si può leggere l'evoluzione dei gusti funerari: i monumenti più antichi in stucco e scagliola si trovano nel braccio di portico a sud; nel braccio a nord in corrispondenza degli archi si aprono piccole absidi che accolgono su tre pareti i monumenti di metà Ottocento; nel braccio ovest di portico si ritrovano le sepolture della seconda metà dell'Ottocento; il portico a est accoglie i monumenti in marmo e in bronzo di fine Ottocentro primi del Novecento.
Tra i numerosi monumenti di interesse realizzati dai vari Putti, Bertelli, Monari o Golfarelli nel Chiostro V si segnalano di seguito solo quelli di maggior pregio artistico.
Il Monumento Rossini Colbran, nel portico sud nei pressi dell'esedra, del 1823, fu commissionato da Gioachino Rossini al Del Rosso di Carrara e raffigura la prima moglie Isabella Colbran seduta in lutto per la perdita del genitore. Nella tomba di famiglia è sepolta anche la cantante Anna Guidarini.
Proseguendo lungo il portico sud, nei pressi dell'esedra e del Monumento Rossini Colbran si trova la Cella Hercolani, progettata da Angelo Venturoli ispirandosi a modelli classici come il Pantheon di Roma. Sotto agli stemmi della famiglia e delle famiglie imparentate s'innalza la scultura monumentale del principe Filippo Hercolani, opera di Cincinnato Baruzzi.
Poco distante dalla Cella Hercolani, nel portico sud si incontra la Cella Pallavicini, progettata dopo il 1870 da Antonio Zannoni. Il centro della cella è occupato dal monumentale ritratto del generale Giovanni Pallavicini, opera di Giovanni Dupré del 1875 circa.
Il Monumento Minghetti, commissionato da Rosa Minghetti per il marito Giovanni, si trova anch'esso nel portico sud ma nel braccio opposto dell'esedra e contiene le spoglie dello statista Marco Minghetti. Opera di Cincinnato Baruzzi del 1837, il monumento si ispira al canoviano Monumento Stuart della basilica di San Pietro.

### Chiostro Annesso al Maggiore
Il Chiostro Annesso al Maggiore, o Chiostro a Levante del Maggiore, fu separato da quest'ultimo negli anni trenta del Novecento. Confina a nord con la Galleria del Chiostro VI, a est con il Chiostro VIII, a nord con il Campo ex Fanciulli, a ovest con il Nuovo Braccio del Chiostro V.
Nel portico est si trova la Cella Albertoni, notevole opera di Paolo Graziani e Giuseppe Romagnoli del 1908 in stile Art Nouveau.

### Loggia di Levante e Loggia di Ponente

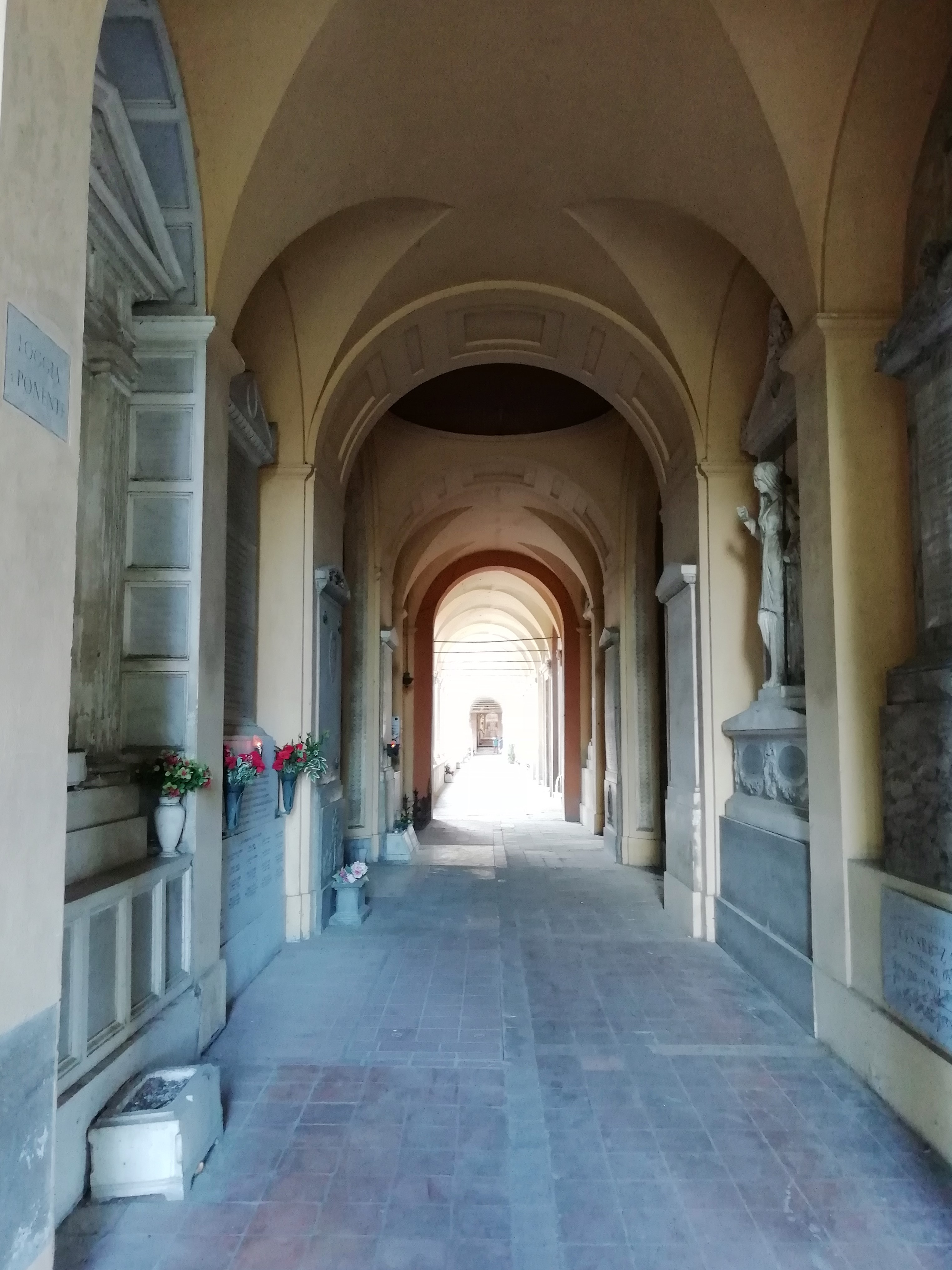
La Loggia di Ponente

Costruite tra gli anni trenta e quaranta dell'Ottocento in stile neoclassico da Luigi Marchesini, quasi in concomitanza con il Chiostro V o Maggiore, le Logge di Levante e di Ponente collegano quest'ultimo al Chiostro III. Dalla Loggia di Ponente si accede inoltre alla Sala di San Paolo. Le logge, coperte da una volta a botte e dalle vele triangolari, presentano ciascuna al suo centro una cupola; le pareti sono ritmate da lesene che supportano le arcate.
Malgrado l'esiguità dello spazio, questi due brevi corridoi conservano monumenti ottocenteschi di pregio realizzati da Baruzzi, Bernardi e Chelli.
Nella Loggia di Levante, la Cella Grabinski, finita di realizzare nel 1861 dal carrarese Carlo Chelli su progetto di Giuseppe Mengoni, è dedicata alla famiglia del generale polacco Giuseppe Grabinski, personalità di spicco della storia bolognese. L'opera è eccezionale per il luogo sia per la dimensione della cella sia per la colossale scultura del generale, idealizzato e abbigliato come nell'antica Roma; la scultura è realizzata in marmo, materiale usato con parsimonia in Certosa.
Il Monumento Valdem si trova anch'esso nella Loggia di Levante; quest'opera giovanile in marmo di Prudenzio Piccioli del 1842-1844 presenta l'altorilievo neoclassico della Musa Erato che si appoggia su una colonna con urna, sormontato da una cimasa di gusto più eclettico.

### Sala di San Paolo

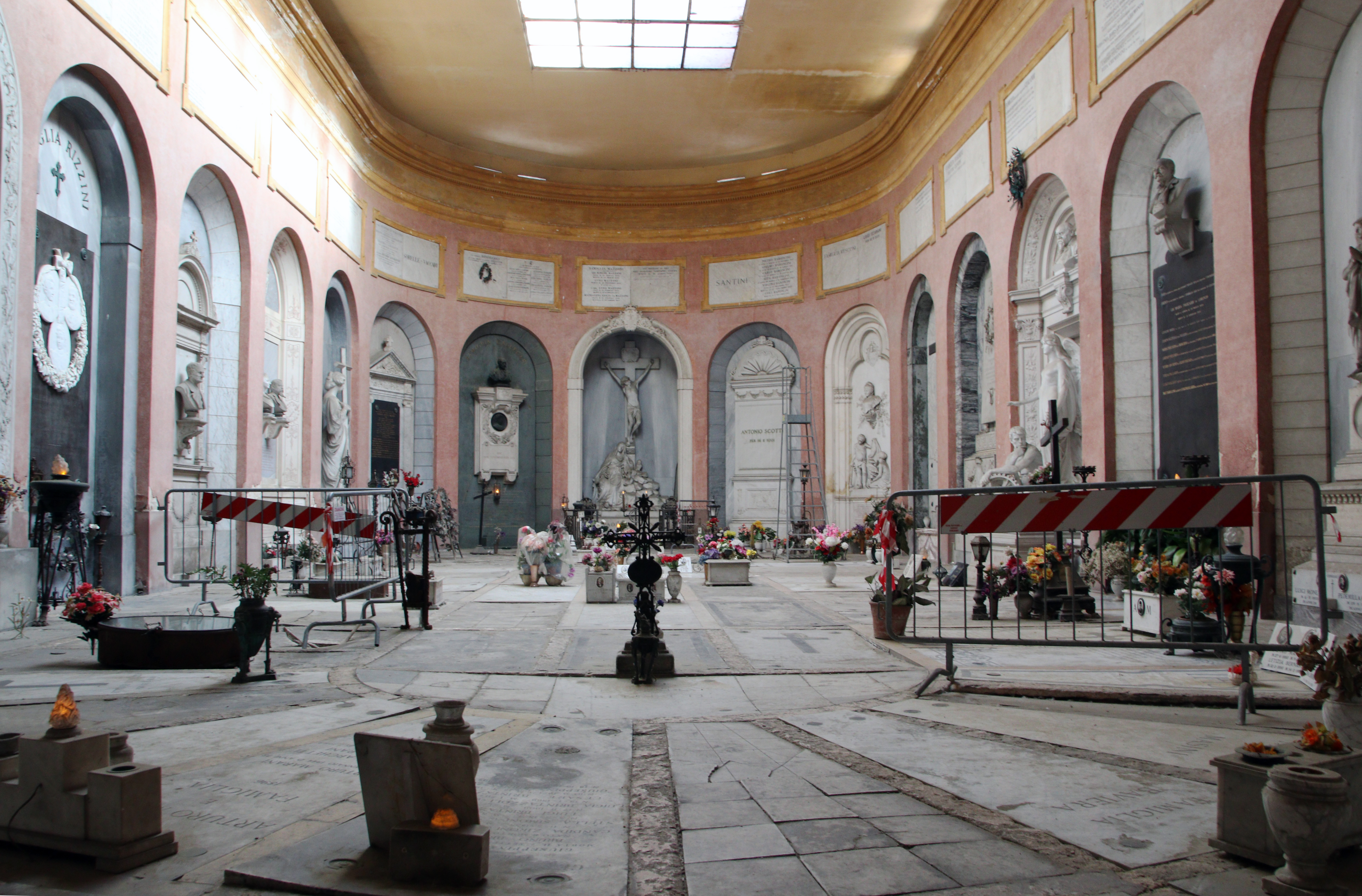
La Sala di san Paolo

Raggiungibile dalla Loggia di Ponente, la Sala di San Paolo è una grande sala ellittica con tre lucernari sul tetto a illuminare l'ambiente, realizzata a fine Ottocento dall'ingegnere Antonio Dall'Olio per venire incontro alle esigenze delle famiglie alla ricerca di uno spazio in cui collocare «ricordi e monumenti di dimensioni discrete, ma fatti con intenti o con pretese d'arte». Questo spazio era in precedenza occupato dal cimitero dedicato alle sepolture della parrocchia di San Paolo di Ravone, da cui prende il nome.
Nella sala con pareti in scagliola si succedono gli archi in cui trovano collocazione i monumenti, di cui due in particolare vanno evidenziati per la grande qualità artistica.
Il Monumento Comi, opera del toscano Giorgio Kienerk del 1895-1898, aggiorna al gusto contemporaneo le citazioni neocinquecentesche; si compone di un bassorilievo allegorico della Parabola della vita umana avanzato in primo piano da una figura femminile che tiene in mano un passo della Genesi scritto su di un cartiglio, allegoria a tutto tondo della Rassegnazione. Per il Monumento Ronzani del 1904, dedicato all'industriale Camillo Ronzani fondatore dell'omonima birreria, Pasquale Rizzoli realizza un gruppo scultoreo in marmo con un angelo ai cui piedi figura pensosa l'allegoria dell'Industria che regge una ruota dentata.

## Il cimitero novecentesco

### Campo del Chiostro III
Il campo del Chiostro III venne riempito solo successivamente, con monumenti databili tra il 1945 e il 1975. Gli artisti maggiormente rappresentativi del campo sono Sergio Cremonini, Carlo Santachiara, Renaud Martelli, Rinaldo Bigi e Giorgio Lenzi.

### Chiostro VI

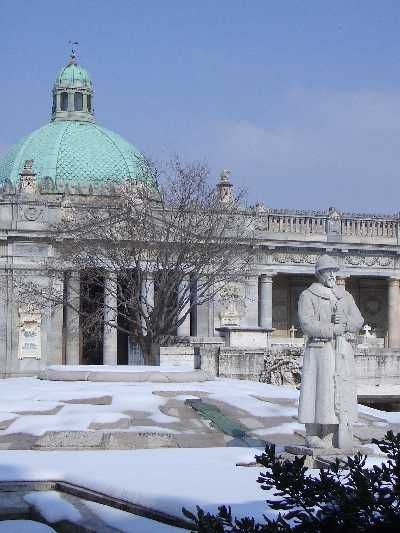
La sentinella del monumento ossario e, sullo sfondo, l'entrata scenografica e la cupola della Galleria del Chiostro VI

Il Chiostro VI, detto anche Chiostro dei Caduti o Chiostro della Grande Guerra, si colloca a est del Chiostro III e del Recinto delle Monache e dei Sacerdoti, a sud della Galleria del Chiostro VI, a ovest del Chiostro IX e a nord del Campo Carducci. Di stile eclettico e dagli alti porticati, il Chiostro VI è uno dei chiostri più monumentali del cimitero.
Realizzato in marmo di Campiglia nel 1900 su progetto di Filippo Buriani poi concluso da Arturo Carpi, deve il suo aspetto attuale agli interventi dei primi anni trenta del Novecento. Il chiostro ospita le sepolture realizzate tra gli anni zero e gli anni trenta del Novecento dai migliori scultori bolognesi e due monumenti collettivi costruiti in un campo di sepoltura comune: il Monumento ai martiri della rivoluzione fascista, progetto di Giulio Ulisse Arata inaugurato nel 1932, e il monumento ossario ai caduti della Grande Guerra, progetto del Buriani finito di realizzare da Carpi nel 1933.
Tra i capolavori della Certosa, nel portico ovest si trova il Monumento Zanetti Cassinelli, opera di Pasquale Rizzoli del 1920, caratterizzato da un gruppo bronzeo in un'abside mosaicata d'azzurro che rivela l'influenza di Adolfo De Carolis nell'area bolognese, con una commistione di Liberty e ripresa dell'arte classica.

### Galleria del Chiostro VI

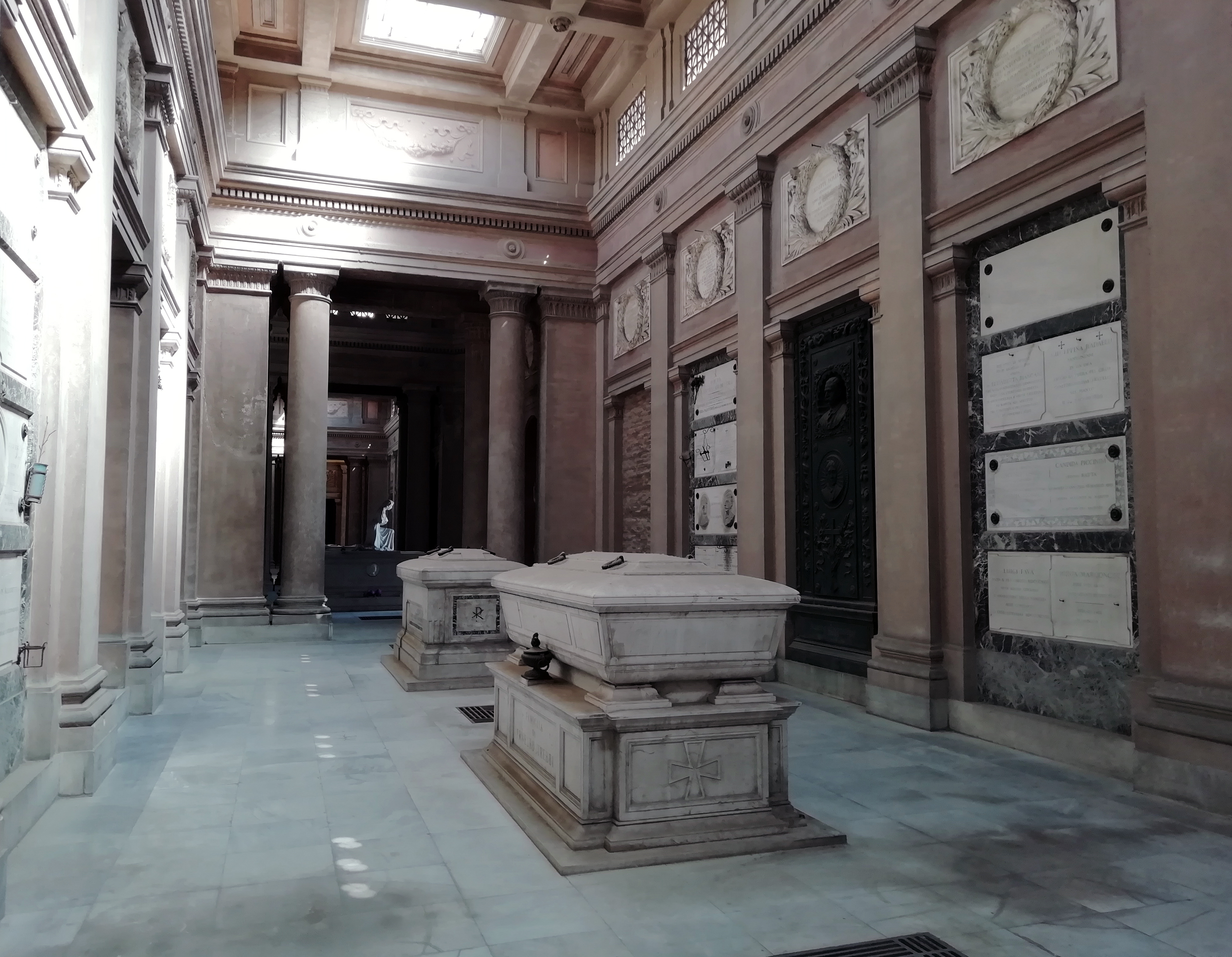
Braccio ovest della Galleria del Chiostro VI

La Galleria del Chiostro VI, o Galleria Annessa al Chiostro VI, un tempo chiamata la Rotonda, si trova a nord del chiostro omonimo ed è stata progettata come questo da Filippo Buriani. La galleria si presenta con un corpo centrale ottagonale, ricoperto da una cupola affrescata all'interno, da cui partono due bracci verso est e verso ovest, conclusi da piccoli atri. Attilio Muggia collaborò con Buriani per realizzare in cemento armato il soffitto della Galleria secondo il Sistema Hennebique: l'applicazione in Certosa di tale materiale è precorritrice e rappresenta uno dei primi esempi a Bologna.
Nel braccio di ponente della galleria si svela una delle opere più significative della Certosa, la Cella Magnani, realizzata in stile Liberty nel 1906 da Pasquale Rizzoli e suo capolavoro. Presenta una nicchia blu a mosaico che accoglie la scultura in bronzo dell'Anima e dell'Angelo in ascesa verso il cielo. La luce scende sul gruppo scultoreo da un lucernaio sul soffitto, creando un pregevole effetto scenografico.
Nella galleria un'altra opera di pregio dello scultore è presente, la Cella Pizzoli realizzata tra il 1905 e il 1910; in stile Liberty, essa presenta il gruppo marmoreo del Genio del fuoco o dell'Allegoria del fosforo.

### Chiostro VIII

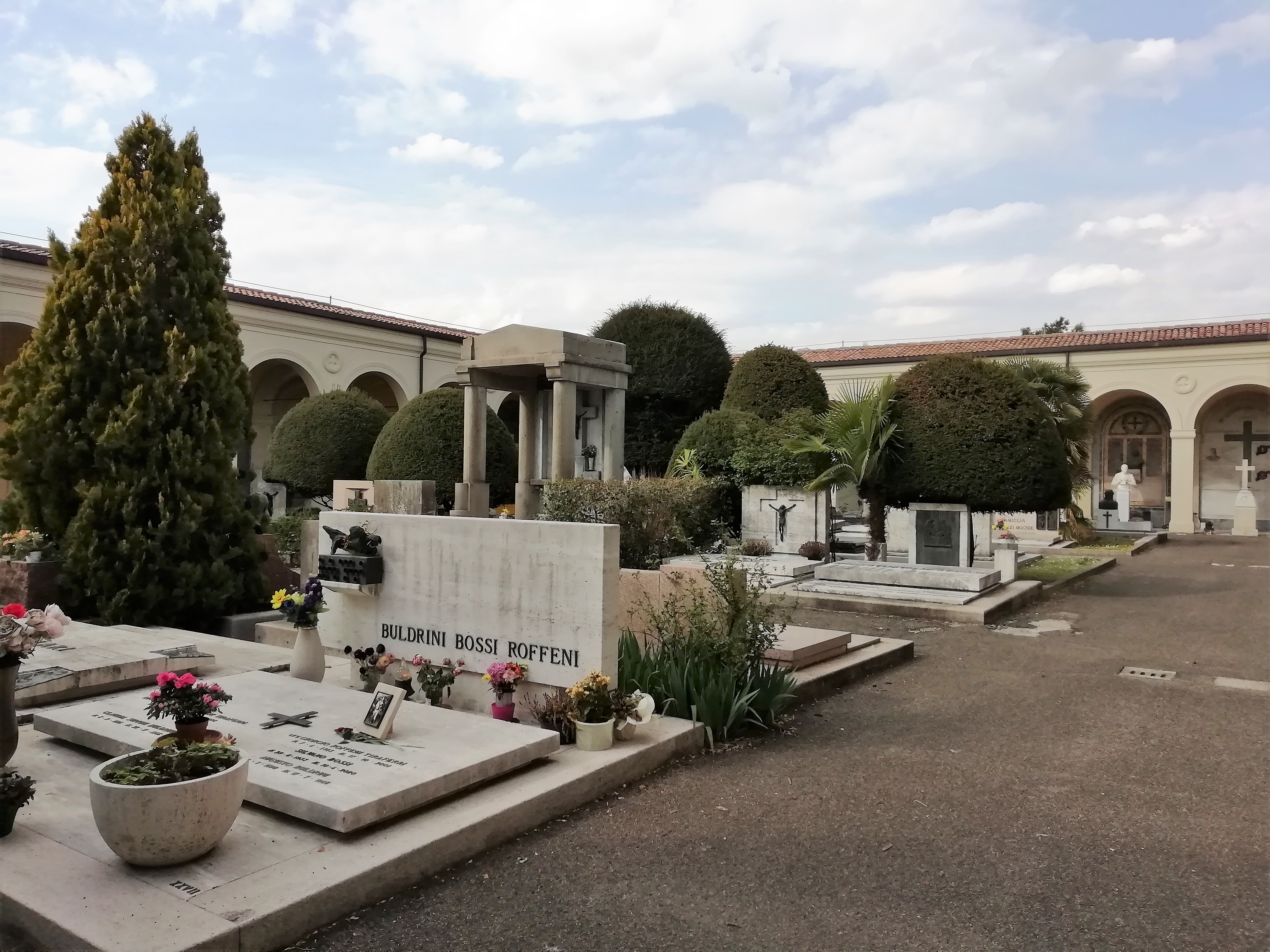
Il campo del Chiostro VIII. Al centro, la cappella ai caduti di Russia

Il Chiostro VIII, un campo rettangolare porticato di forma allungata, con ventisei arcate nei bracci lunghi a est e a ovest, e sette arcate nei bracci corti a nord e a sud, confina a ovest con il Chiostro Annesso al Maggiore, a sud con il Recinto dei Sarcofagi, a est con la Galleria del Chiostro VIII e a nord con il Campo delle Palme. Il chiostro VIII risale agli anni venti del Novecento e ospita numerose tombe di caduti della prima guerra mondiale e le spoglie di alcune personalità locali. Nel 2012 è stata rifatta la copertura degli spazi coperti del chiostro da Bologna Servizi Cimiteriali.
Nel campo, si trova il Monumento ai caduti in Russia della seconda guerra mondiale, opera in bronzo di Cesarino Vincenzi del 1955. Sempre nel campo del Chiostro VIII è presente anche una cappella dedicata ai caduti di Russia.

### Recinto dei Sarcofagi

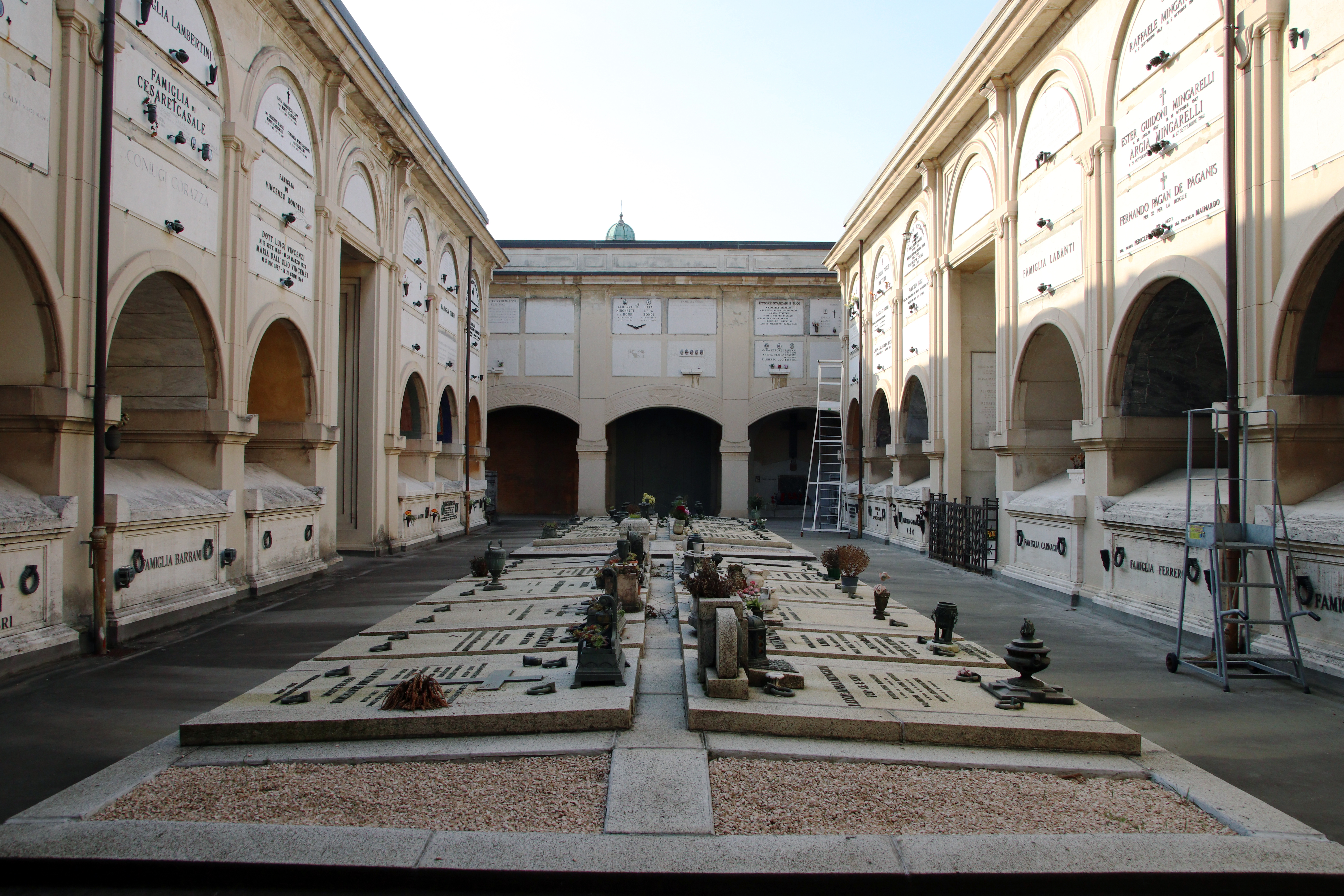
Il Recinto dei Sarcofagi

Il Recinto dei Sarcofagi raccorda il Chiostro VIII al Chiostro IX del cimitero monumentale. Si trova a sud del Chiostro VIII e un tempo era chiamato Chiostro X, nome oggi riservato a un altro spazio della Certosa. I due lati lunghi presentano arcosolii in cui sono posti i sarcofagi, mentre sui due lati corti sono presenti logge porticate.

### Chiostro IX

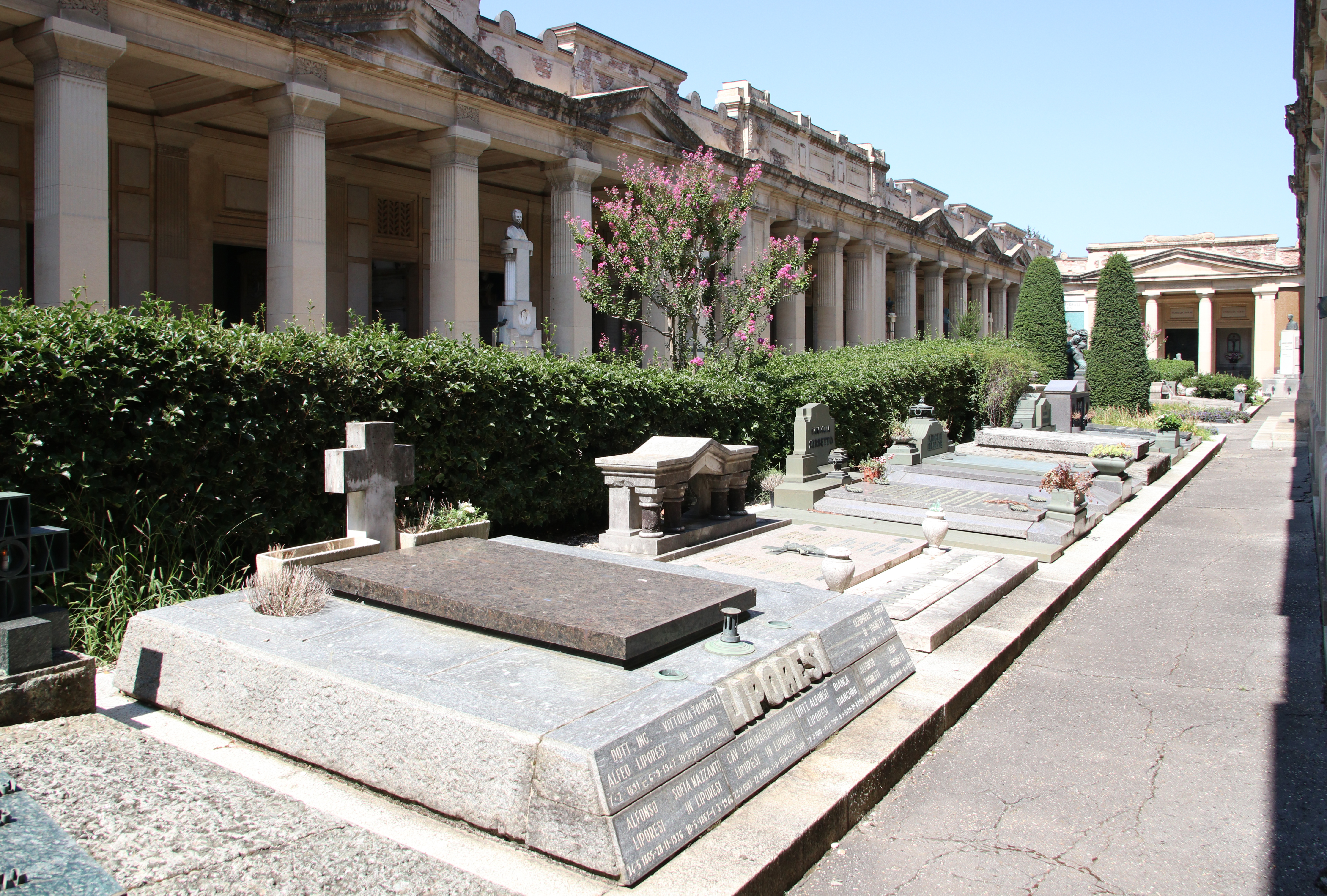
Il Chiostro IX

Si accede al Chiostro IX a sud dal Nuovo Ingresso monumentale verso via Andrea Costa, oppure dall'interno del cimitero dal Recinto dei Sarcofagi a nord, dal Chiostro VI a ovest o dalla Galleria del Chiostro IX a est. Il chiostro è rettangolare e si sviluppa in lunghezza lungo l'asse nord sud; si presenta come un peristilio completato da timpani e attico e con i pilastri a sezione quadrata. Realizzato negli anni venti del Novecento da Enrico Casati e Roberto Cacciari, ospita sepolture databili dagli anni trenta agli anni cinquanta del Novecento.
Tra gli artisti principali presenti nel chiostro si possono citare Pasquale Rizzoli, Alfonso Borghesani, Silverio Montaguti e Pietro Veronesi, a cui si aggiungono i successivi Renaud Martelli e Luciano Minguzzi presenti nel campo.

### Galleria del Chiostro IX

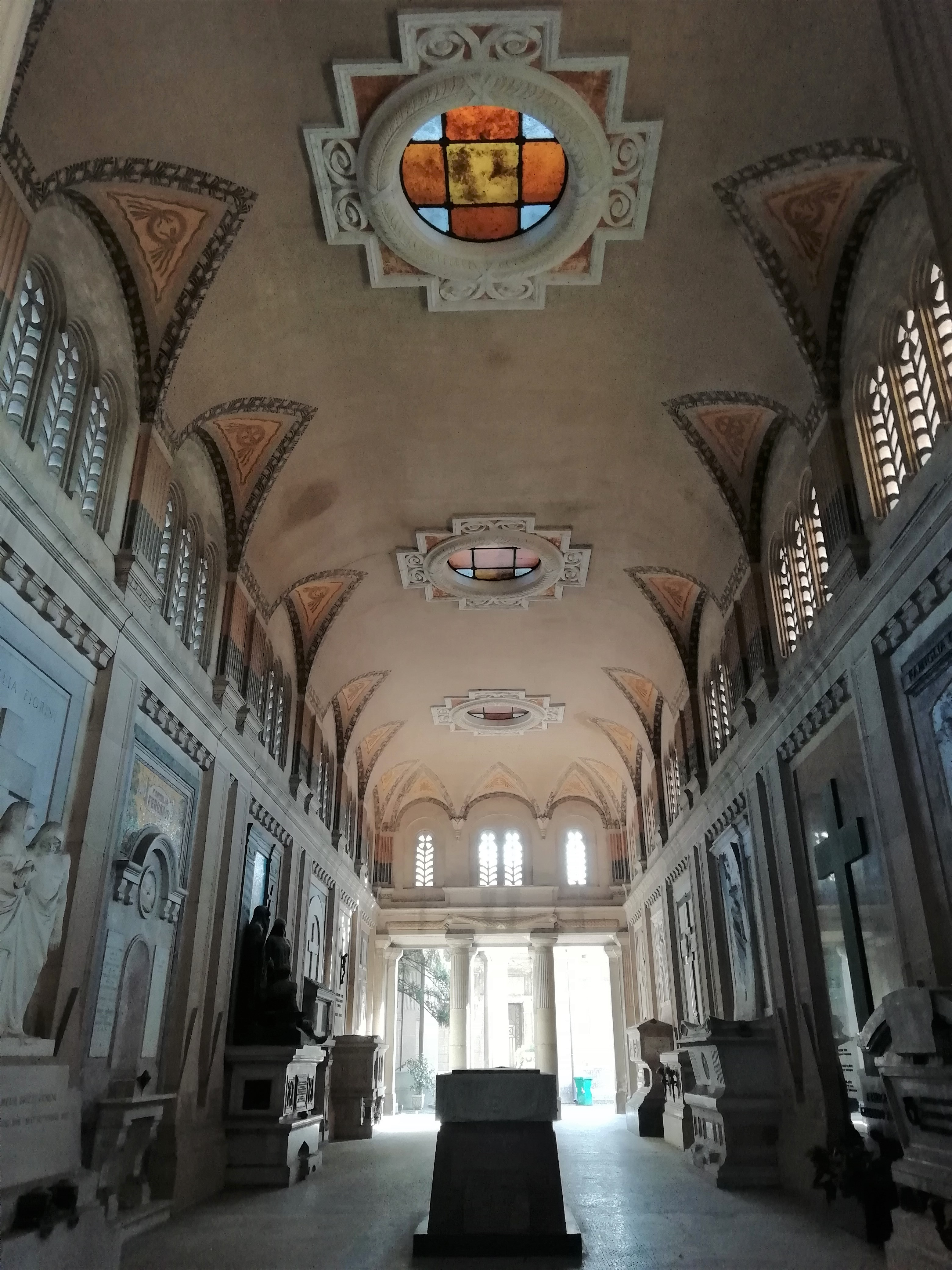
La Galleria del Chiostro IX, verso il Nuovo Ingresso

La Galleria del Chiostro IX è una grande sala realizzata tra il 1924 e il 1927 da Enrico Casati e Roberto Cacciari nella fascia di terreno confinante con via della Certosa, nei pressi del Nuovo Ingresso monumentale di Buriani e Carpi. Le decorazioni pseudo-bizantine evocano atmosfere d'Oriente e rendono la galleria uno degli spazi più suggestivi del cimitero. La Galleria del Chiostro IX venne subito soprannominata «galleria degli industriali» per via delle tombe di famiglia di noti imprenditori bolognesi, come Zurla, Sassoli, Maccaferri e Serrazanetti. Come nell'ingresso e nel Chiostro IX, la maggior parte delle sepolture risale agli anni trenta - cinquanta del Novecento.
Tra gli artisti più rappresentativi nella galleria ci sono Sarto, Orsoni, Veronesi e Minguzzi. Nella sala della galleria, a destra, Mario Sarto realizza nel 1924 il pregevole monumento Marangoni in stile classicista contemporaneo, un grande gruppo scultoreo in bronzo che si staglia sul fondo azzurro del monumento realizzato a mosaico.

### Campo Carducci

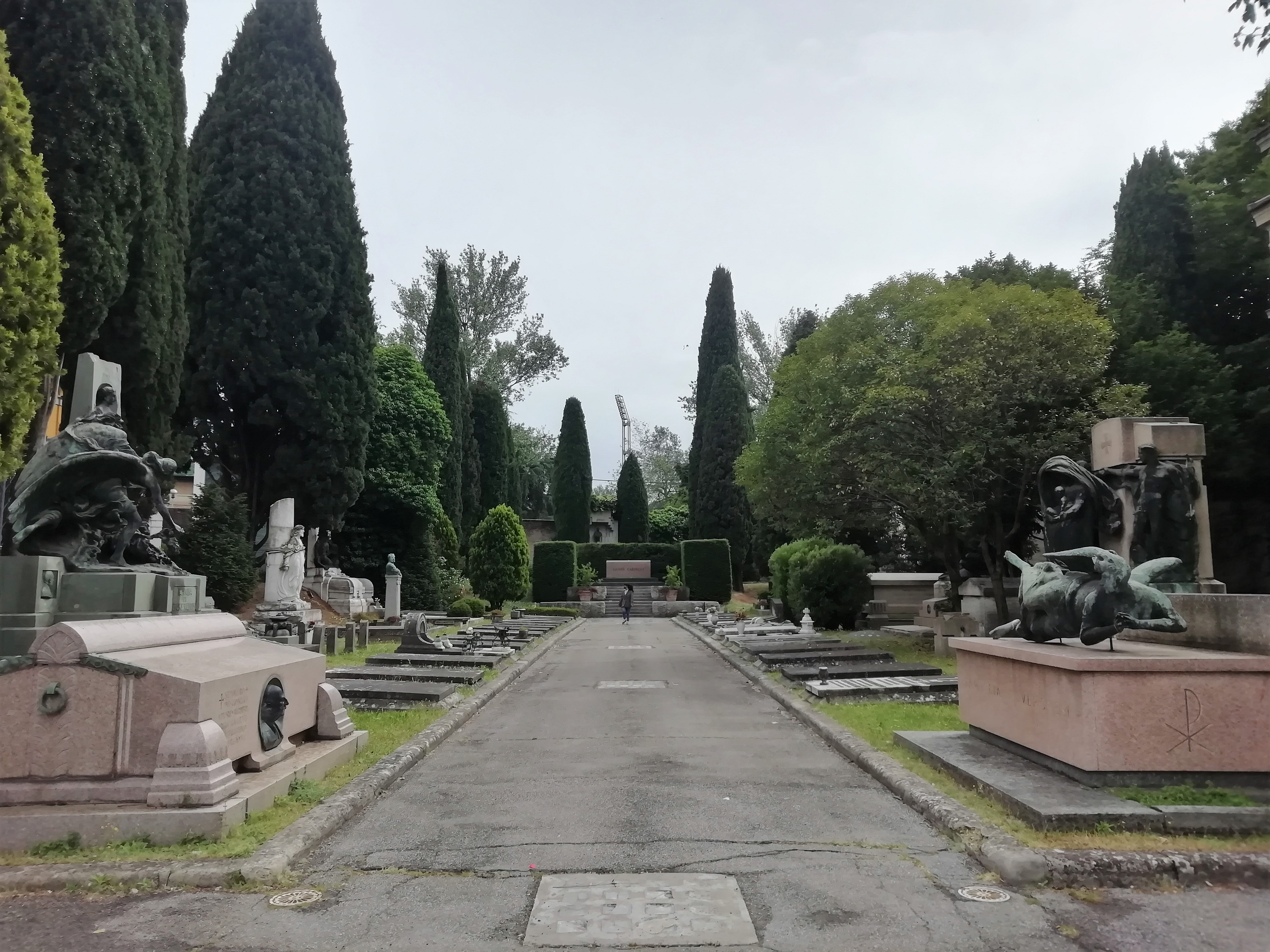
Il Campo Carducci

Il Campo Carducci si trova all'angolo sud est del cimitero. A sud confina con il muro di cinta lungo il canale di Reno, a est con il Nuovo Ingresso monumentale, a nord con il Chiostro VI e a ovest con la Loggia del Colombario. Nel campo è presente la camera mortuaria, opera del Buriani, e numerosi monumenti di pregio.
Il campo prende il nome da Giosuè Carducci, che è qui sepolto in un monumento del 1935 con cripta attorniato da un'esedra di cipressi, in posizione rialzata a dominare il campo; gli italiani all'estero fecero dono del granito egiziano utilizzato per il sepolcro.
Poco distante si trova il Monumento a Lucio Dalla, di Antonello Santè Paladino e Stefano Cantaroni.
Tra i monumenti di pregio che si allineano lungo la prospettiva verso il Monumento Carducci si possono citare anche il Monumento Riguzzi, imponente gruppo scultoreo in bronzo di Silverio Montaguti (1922): attorno ad un blocco di granito rosa spiccano le allegorie del Lavoro e di Mercurio, mentre al centro del monumento, in posizione avanzata, si staglia la Maternità.
Nel Monumento Trentini, opera di Pasquale Rizzoli del 1924, sopra a basamento e stele di serpentino con ritratti in rilievo s'impone l'allegoria in bronzo dell'Angelo che raccoglie un fiore dall'albero della vita ormai spezzato.
Dietro le grandi cappelle e avvicinandosi al Campo degli Ospedali, il sarcofago Gnudi, opera in travertino di Farpi Vignoli del 1952, colpisce per la sua originalità: il defunto è scolpito sul sarcofago mentre un corteo simbolico di lavoratori sembra trasportare la tomba.

#### Lungo il muro di cinta

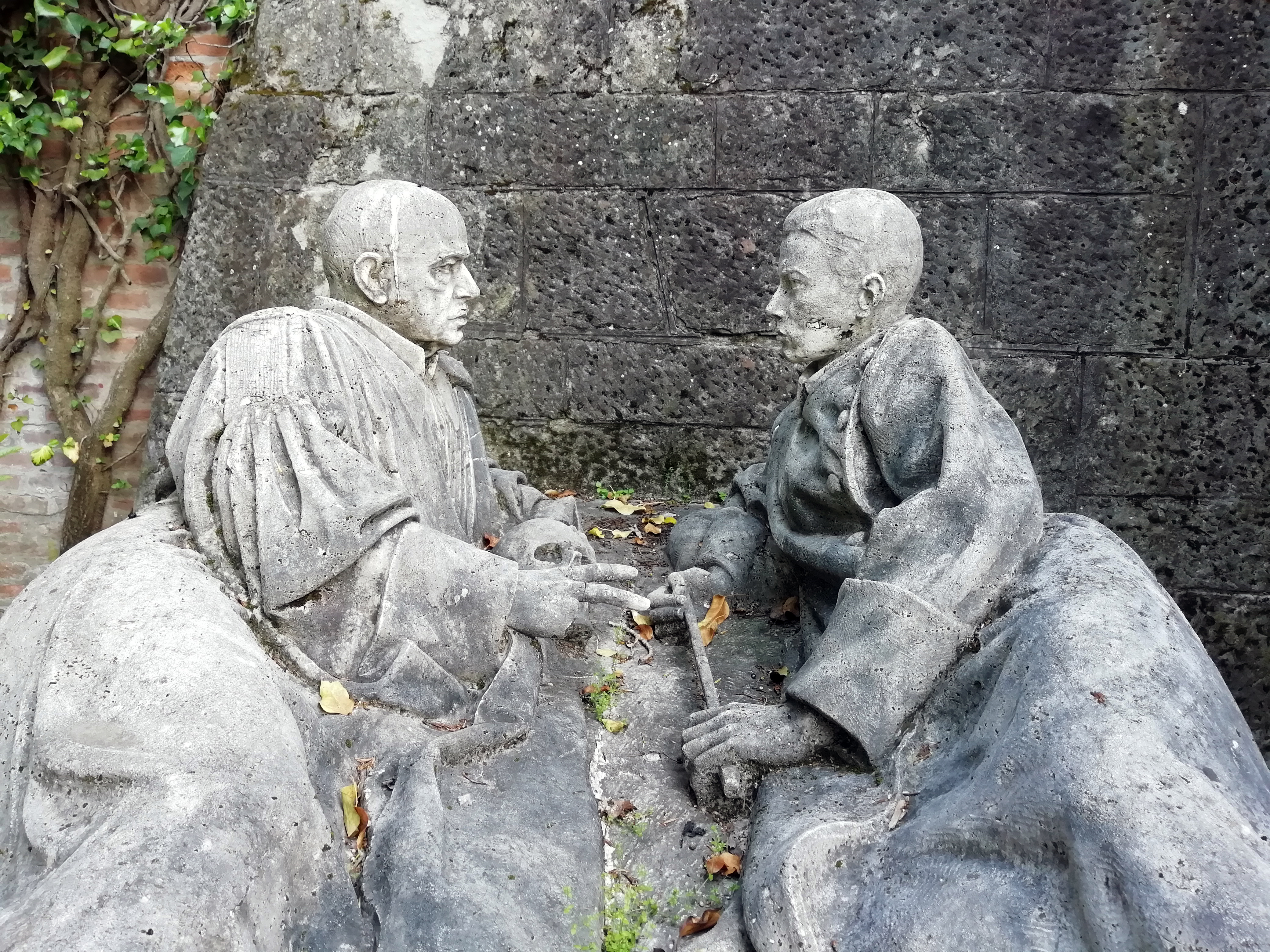
Dettaglio del Monumento Frassetto lungo il muro di cinta

Proseguendo lungo il muro di cinta dal Campo Carducci verso il Campo degli Ospedali, ci si imbatte in un altro capolavoro in travertino di Farpi Vignoli, il Monumento Frassetto (1950), in cui il padre Fabio e il figlio Flavio sono scolpiti sdraiati sul sepolcro mentre si guardano negli occhi per un dialogo senza parole.
Poco distante, si trovano il Monumento a Giorgio Morandi, realizzato da Leone Pancaldi e Giacomo Manzù nel 1964 e quello dedicato a Bruno Saetti, realizzato nel 1982 su progetto dell'artista.

### Campo degli Ospedali

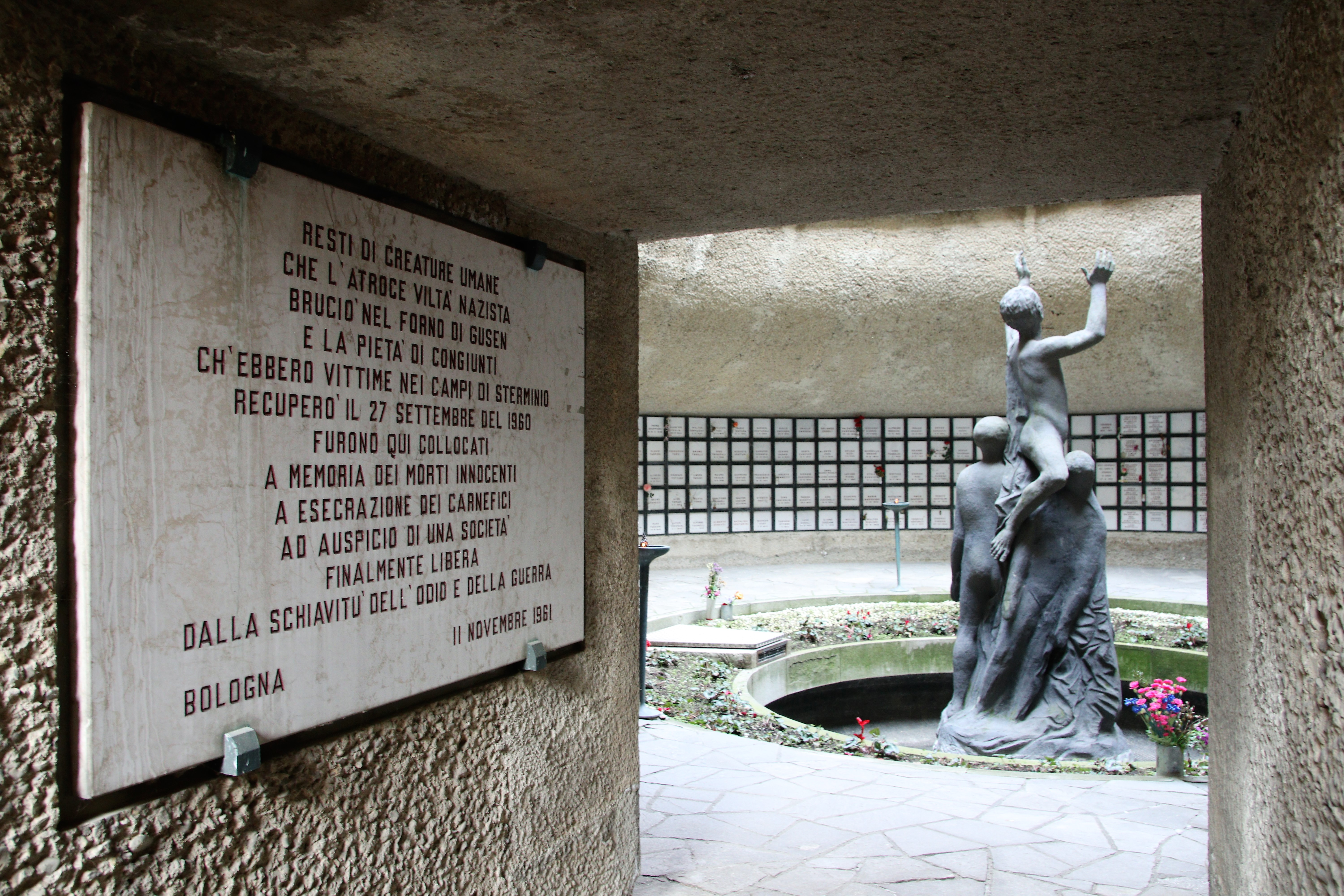
Il monumento Ossario ai caduti partigiani nel Campo degli Ospedali

Il Campo degli Ospedali o Campo Ospedali, a forma di triangolo rettangolo isoscele, era in origine destinato a coltivazioni e peschieria dai Certosini; in seguito, fu il campo in cui venivano sepolti gli infetti. Con l'espandersi del cimitero venne a poco a poco occupato da sepolture commemorative e cappelle di famiglia negli anni cinquanta del Novecento. Si presenta come uno spazio «suddiviso in viali e aree all'aperto, in cui le cappelle si alternano a cripte e sarcofagi.»
Tra le opere di maggior pregio della Certosa, il centro del campo si svela il monumento Ossario ai caduti partigiani, intensa opera di Piero Bottoni del 1959. La Cappella Goldoni, realizzata da Amerigo Tot e Giuseppe Vaccaro nel 1942, presenta un bassorilievo del Giudizio Universale sulla facciata.
Nel Campo degli Ospedali si trova un altro monumento collettivo, dedicato ai caduti dell'aeronautica, opera in bronzo e travertino di Marco Marchesini del 1983.

### Campo ex Fanciulli e Chiostro delle palme

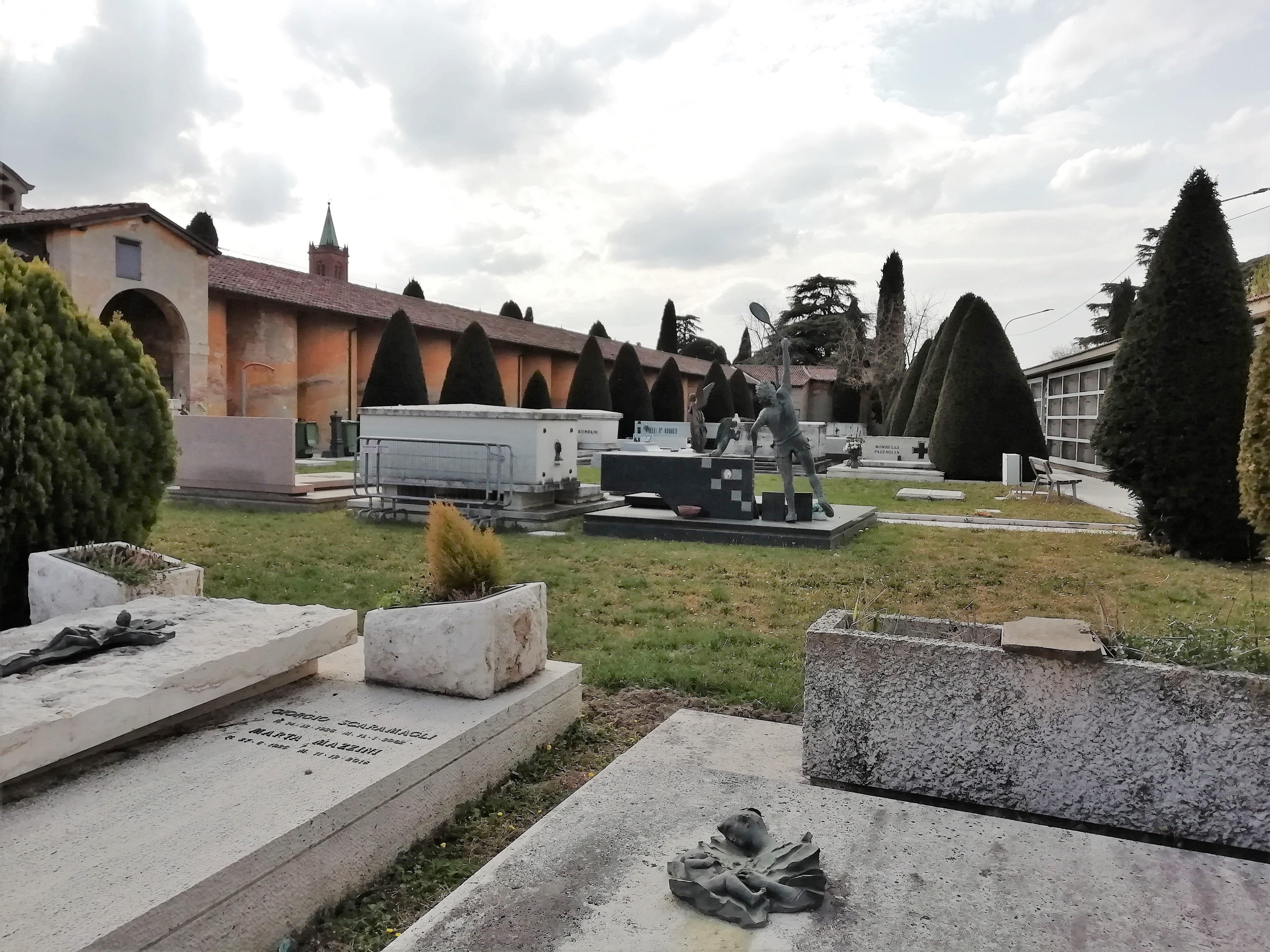
Vista generale del Campo Ex Fanciulli

All'estremità nord ovest del cimitero, si trovano il Campo ex Fanciulli e il Chiostro delle palme, nell'area trapezoidale a lungo non utilizzata tra il muro di cinta di via della Certosa e il Chiostro Maggiore, il Chiostro Annesso al Maggiore e il Chiostro VIII. Presentano sepolture che vanno dagli anni settanta agli anni novanta del Novecento. I due campi non hanno carattere monumentale. Angelo Raule ricorda che in quest'area furono sepolti gli austriaci caduti tra il 1854 e il 1859.

### Il cimitero moderno

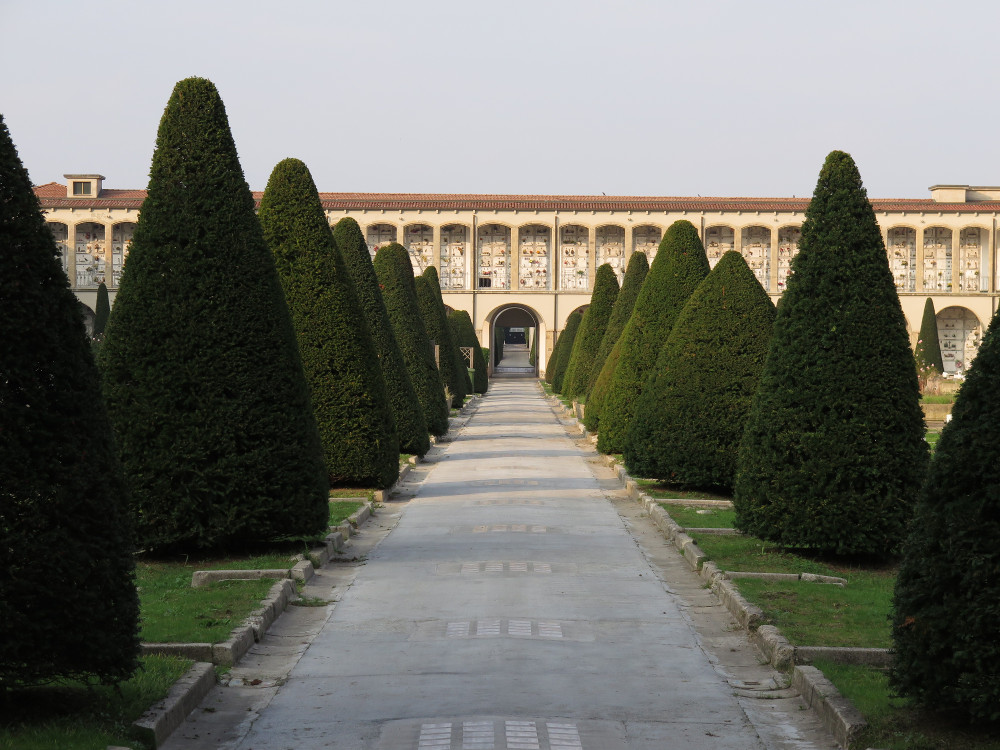
Il campo 1946 del cimitero moderno

Il cimitero moderno, che non presenta carattere monumentale, è raggiungibile a sud dall'Entrata Ghisello e a nord dall'Entrata Campo 1971, mentre dal cimitero monumentale vi si accede dal Campo degli Ospedali e dal Cortile della Chiesa. I campi del cimitero moderno, da sud a nord e da sinistra a destra, sono: Campo Nuovo, Posteriore al Campo Nuovo Sud (o ex Infetti), Campo 1948 (con Braccio di Levante, Corsia di Levante, Corsia Centrale, Corsia di Ponente), Recinto 12, Recinto 5, Campo 1945, Campo 1946 (con Corsia Centrale, Corsia dei Sarcofagi, Corsia Trasversale), Recinto 7, Campo 1942, Recinto 8, Campo 1962, Rencinto 10, Recinto 9, Recinto 11, Campo 1971. «Alcune zone come il Campo 1948 mostrano ancora una progettazione accurata, ma gli edifici successivi scandono in un banale anonimato dove l'unica preoccupazione è la costruzione di quanti più loculi possibile.»
Tra gli artisti presenti nel cimitero moderno, per lo più con interventi decorativi o piccole sculture, si ricordano Arrigo Armieri, Carlo Santachiara e Marco Marchesini.

### Il Giardino delle Rimembranze

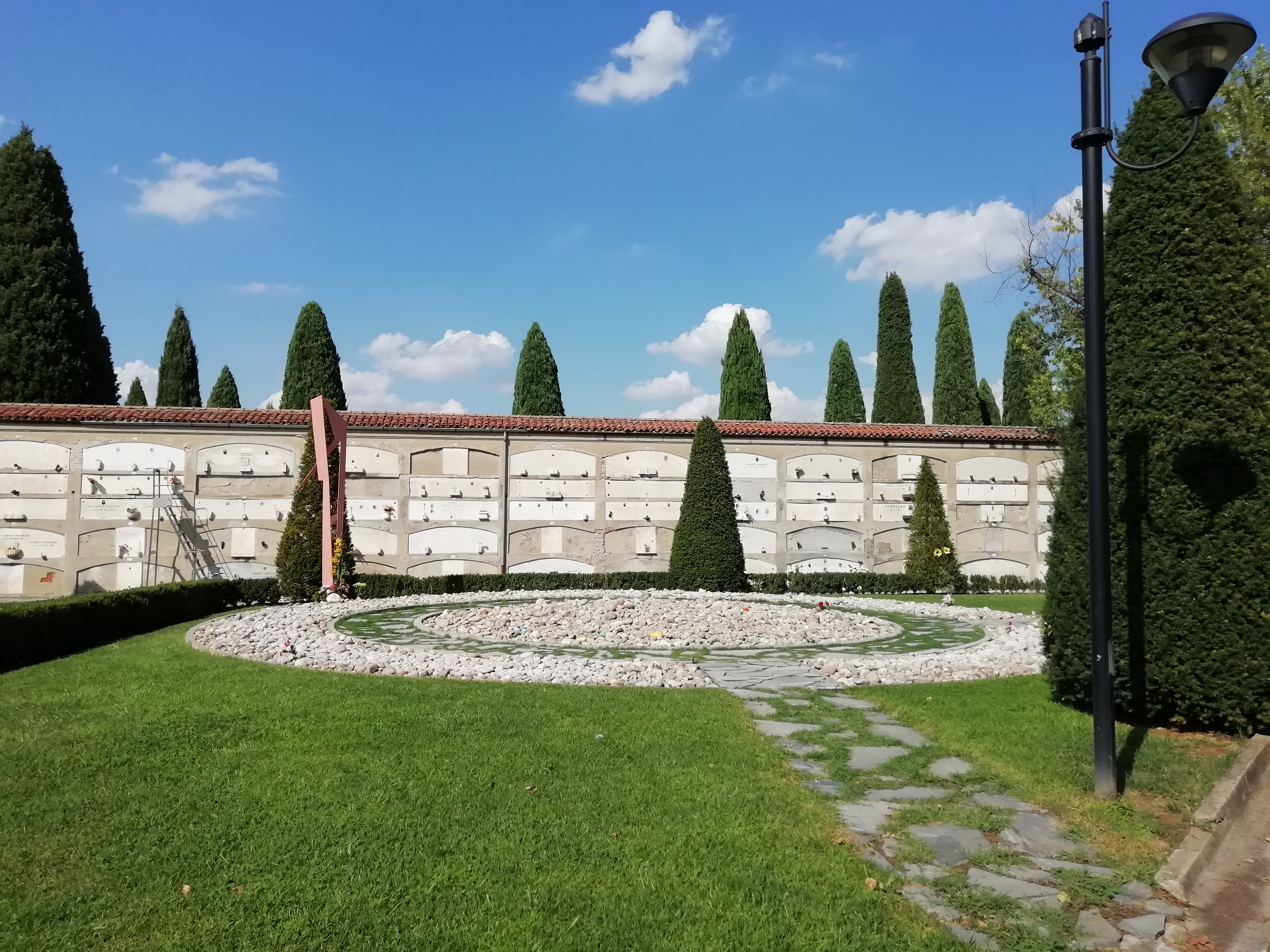
Giardino delle Rimembranze della Certosa di Bologna

Inaugurato nel 2006 ed ampliato nel 2016 all'interno del Campo Posteriore al Campo Nuovo a sud (ex Infetti), è l’area dedicata alla dispersione delle ceneri in seguito alla cremazione. Il Giardino delle Rimembranze si presenta come un doppio acciottolato circolare in stile Karesansui o giardino zen. Al bordo dei ciottoli ospita il Totem della Liberazione, scultura astratta realizzata in ferro da Pietro Consagra nel 1964 e in precedenza esposta alla Galleria d'arte moderna. Il Campo Posteriore al Campo Nuovo a sud ospita anche l'opera in bronzo La voce nello spazio realizzata dallo scultore bolognese Ercole Drei tra il 1955 e il 1956.

## Cimiteri nel cimitero

### Chiostro degli Evangelici

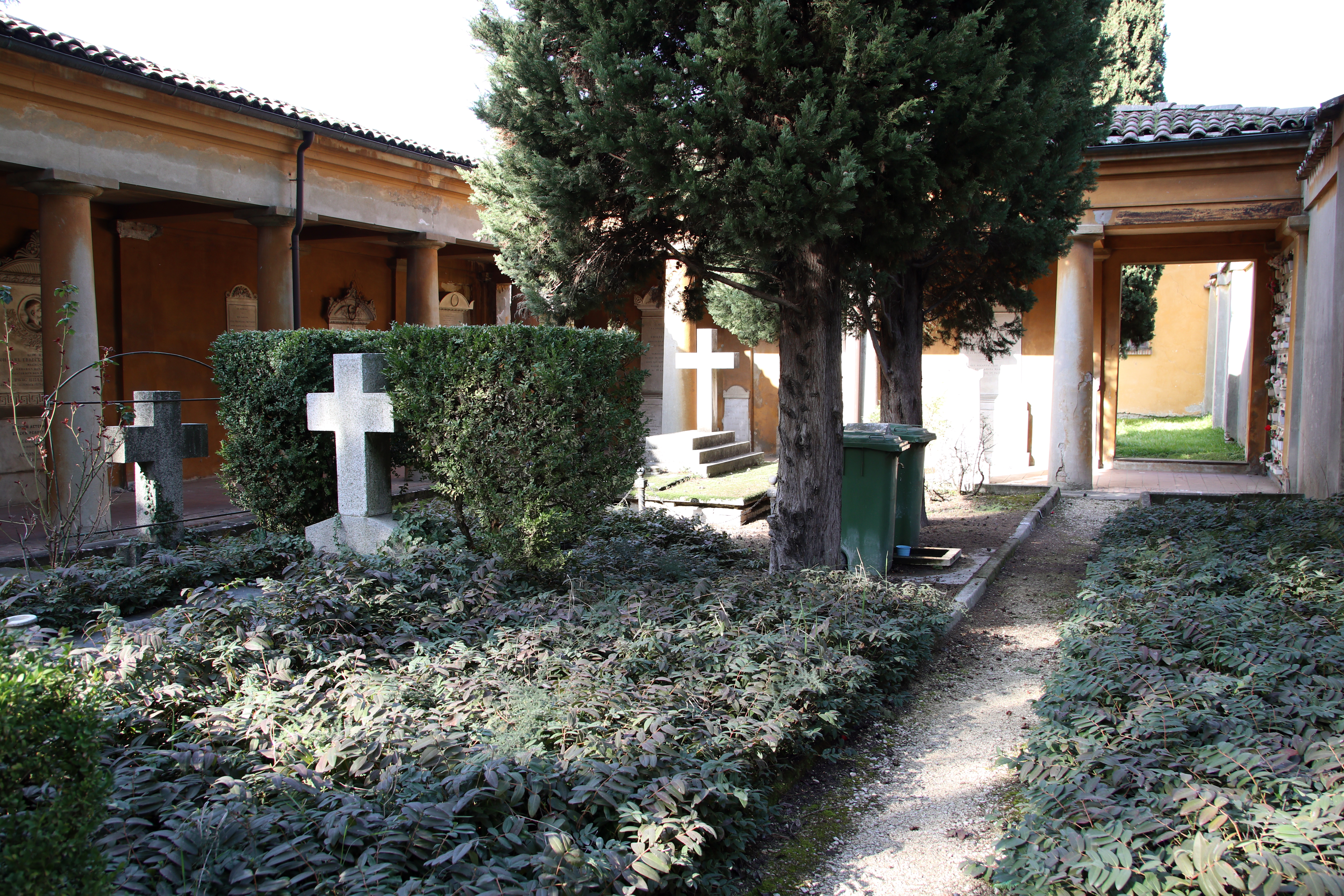
Il Chiostro degli Evangelici

Il Chiostro degli Evangelici o degli Acattolici, detto anche Reparto Cristiano Evangelico, realizzato nel 1822 durante la Restaurazione, si apre lungo il viale di accesso dell'Entrata principale settecentesca e ospita le spoglie di tutte le persone di fede diversa da quella cattolica romana, straniere o residenti, morte durante quel periodo in città.
Si compone di un portico in stile dorico che corre su tre lati del recinto principale a cui si aggiunge un recinto annesso più piccolo. In origine detto Campo T, questo recinto era usato per dare anonima sepoltura ai condannati, carcerati e giustiziati tra il 1822 e il 1868, tra cui si ricorda Il Passatore. Trascorsi dieci anni, i resti erano traslati nell'ossario comune.
Sotto il portico del recinto principale si trova la tomba Strick del ciambellano del Re di Prussia, pregevole esempio di monumento in scagliola dipinta di Ercole Gasparini e Giovanni Putti del 1810.

### Cimitero ebraico

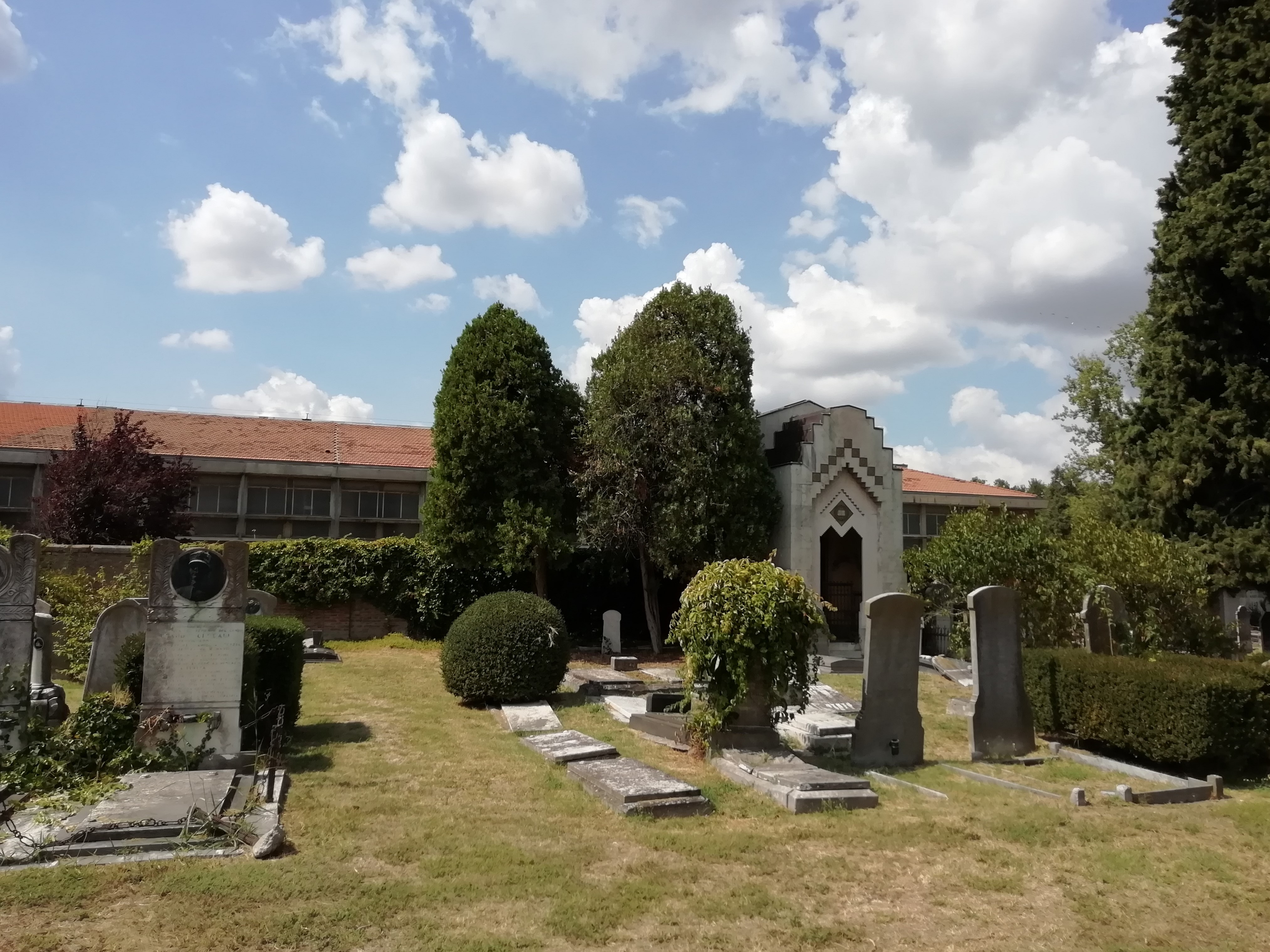
Il Cimitero ebraico

Il Cimitero ebraico, detto anche Reparto israelitico o Campo israelitico della Certosa, è uno dei cimiteri ebraici cittadini. È raggiungibile a nord dall'ingresso contiguo a quello al Campo 1971 del cimitero moderno, oppure a sud dal cortile dell'Ara crematoria.
Istituito nel 1869 a fianco del Chiostro degli Evangelici grazie all'interessamento della Comunità ebraica locale e del rabbino maggiore Marco Momigliano qui sepolto nel 1986, si sviluppa su tre campi in un'area di circa 7000 m². La parte più antica ospita la camera mortuaria e 384 tombe distribuite su 1000 m². I monumenti funerari di quest'area, di stile eterogeneo ed eclettico, riprendono l'iconografia orientalista propria alle sinagoghe costruite tra gli anni cinquanta dell'Ottocento e gli anni venti del Novecento.
Nel campo intermedio del cimitero ebraico, come monumento di pregio si ricorda l'Edicola Finzi, architettura in stile modernista del 1938, su progetto di Enrico De Angeli.

### Cinerario e Ara crematoria

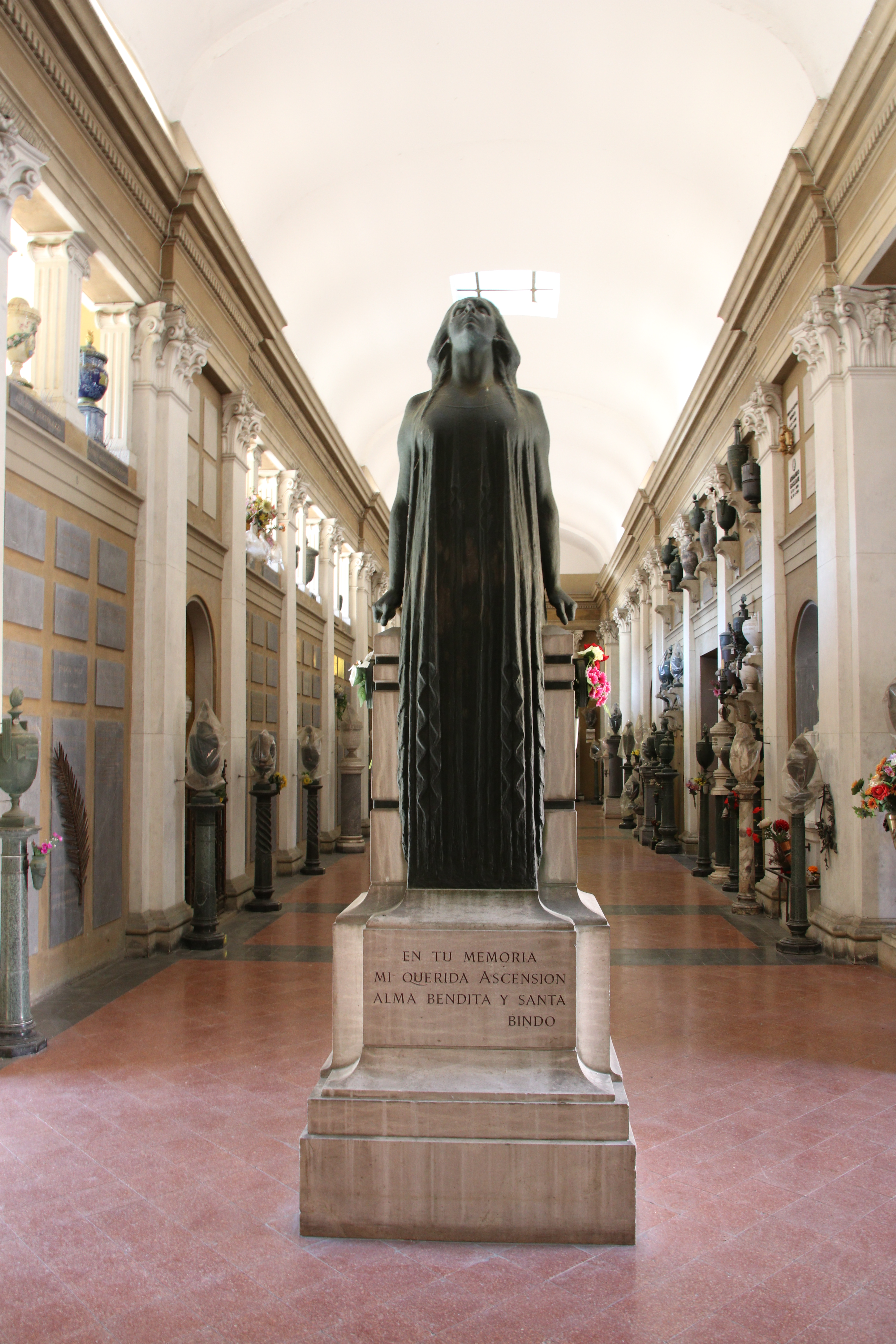
Il Monumento Rimini nella Galleria del Cinerario

Sulla scia delle spinte igieniste e della diffusione delle cremazioni verso la fine del XIX secolo, il Cinerario bolognese fu inaugurato nel 1895, qualche anno dopo rispetto all'Ara crematoria del 1889 progettata da Arturo Carpi, con un periodo intermedio in cui la deposizione delle urne veniva fatta nella Sala della Pietà.
Nel 2012, con l'inaugurazione del Polo crematorio nel cimitero di Borgo Panigale, l'Ara crematoria ha perso la sua funzione.
La Sala delle urne, più nota come Galleria del Cinerario, fu realizzata anch'essa su progetto di Carpi, decorata da Arturo Orsoni e inaugurata nel 1895; si raggiunge dal braccio nord del Cortile della Chiesa o dal cortile dell'Ara crematoria.
Nel campo del Cinerario si trova la cripta Ducati, destinata alle ceneri della famiglia di industriali.

## Sotterranei

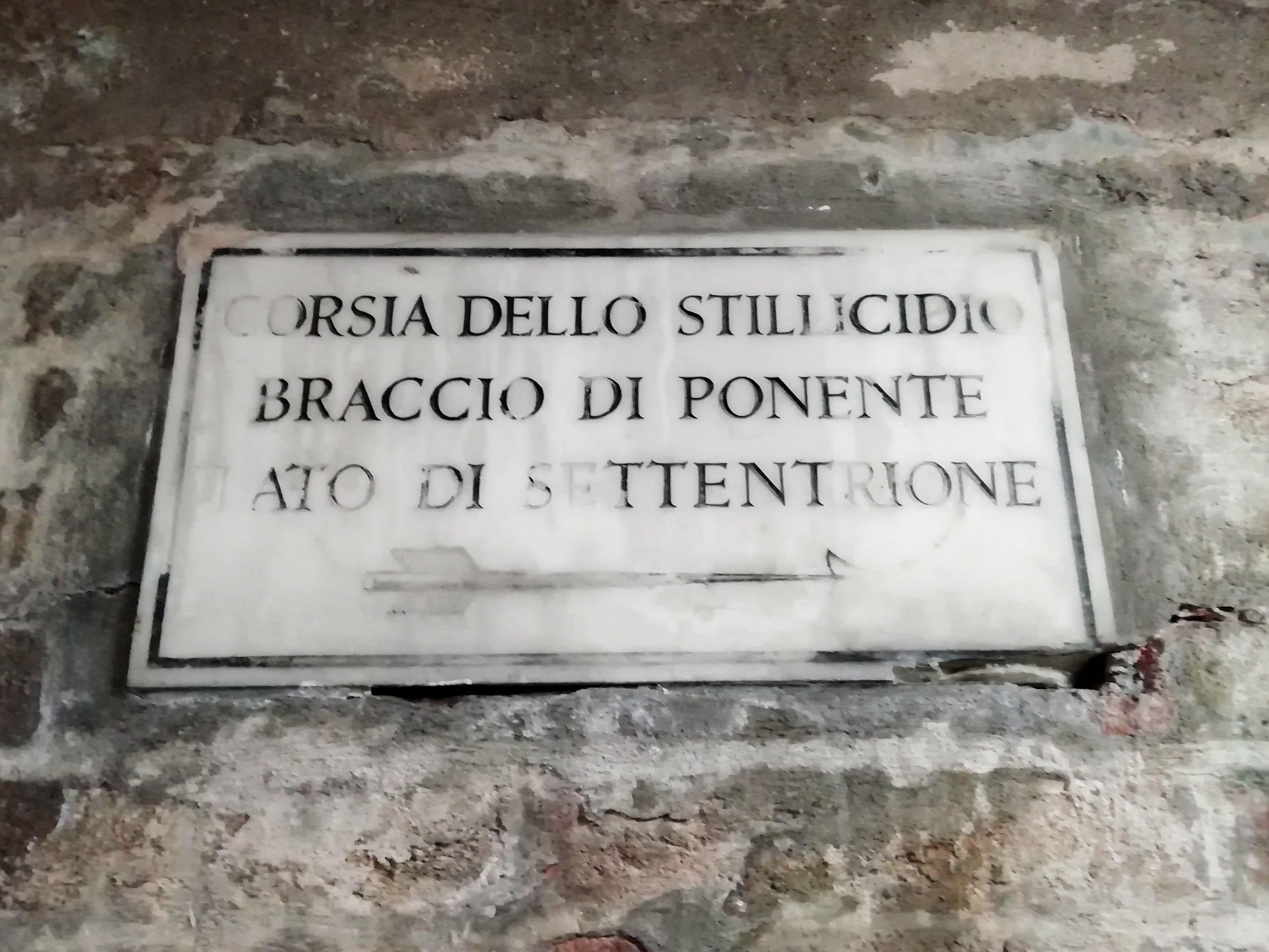
Indicazione nella Corsia dello Stillicidio.

Vari sotterranei si diramano sotto ai chiostri, alle gallerie, alle sale ed ai campi della Certosa.
Tra questi, il più conosciuto è il piccolo sotterraneo accessibile dalla doppia scalinata nella Sala della Pietà, che presenta otto colonne doriche a sorreggere il soffitto; è qui che vennero deposte le urne dei cremati nell'attesa della costruzione del Cinerario. Dal Chiostro VI si accede al Sotterraneo di levante, in cui ad esempio si trova la Corsia dello Stillicidio che ospita le spoglie di Augusto Pollastri.
Al sotterraneo del Campo Carducci si accede dalla Camera mortuaria o dal Recinto delle Monache.